# Liste lateinischer Phrasen/C

## Cacoëthes
Cacoëthes
Eingewurzelte, bösartige Krankheit, Sucht, ein medizinischer Fachausdruck; von griechisch κακοήθης kakoḗthēs, deutsch ‚arglistig, boshaft, bösartig‘ („von schlechtem Charakter“)
Davon speziell:
Cacoëthes carpendi
„Kritiksucht“
Cacoëthes regnandi
„Die Sucht zu herrschen“
Cacoëthes scribendi
„Schreibsucht“ – Juvenal, Satire 7,51 f., wo es heißt: „insanabile … scribendi cacoethes“ („des Schreibens unheilbare Sucht“)

## Cacumen
Cacumen radicis loco ponis.
„Du stellst den Wipfel an die Stelle der Wurzel.“ (Gemeint: In deiner Theorie nimmst du das Ziel bereits als Anfang vorweg.) Seneca, Epistulae morales 124,7.

## Caeca
Caeca amore est.
„Sie ist blind vor Liebe.“ – Plautus: Miles gloriosus 1259
Caeca invidia est.
„Neid ist blind.“ – Livius, ab urbe condita 38,49.
Der Satz aus der Rede des Manlius lautet vollständig: „Caeca invidia est nec quidquam aliud scit quam detrectare virtutes“ („Blind ist der Neid und kann nichts anderes als Vorzüge heruntersetzen.“)

## Caeci
Caeci sunt oculi, cum animus alias res agit.
„Die Augen sind blind, wenn der Geist andere Dinge treibt.“ – Publilius Syrus: Sententiae 115

## Caecior

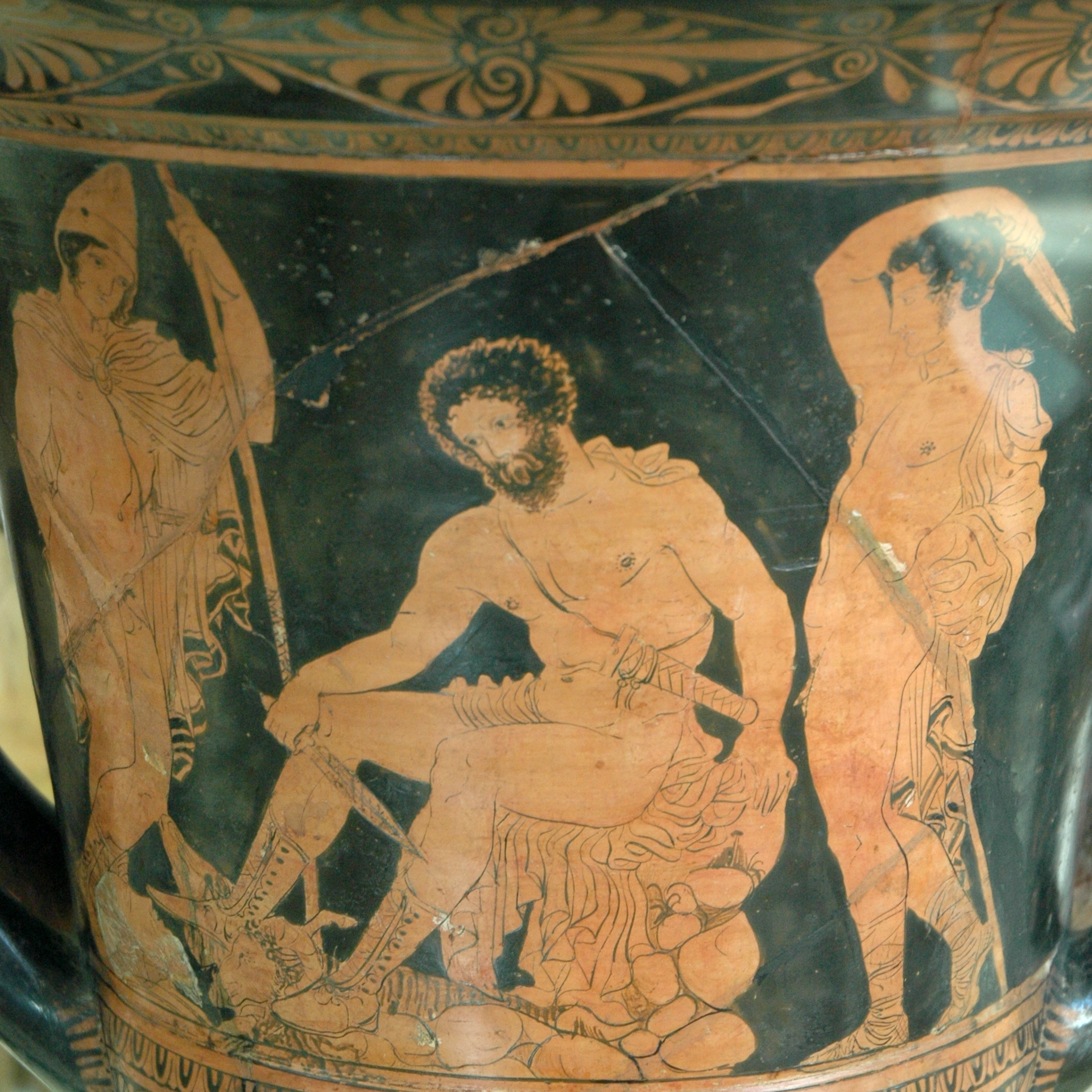
Odysseus beschwört den Schatten des Teiresias

Caecior Tiresia
„Blinder als Teiresias“ – Teiresias war ein blinder Wahrsager der Griechen vor Troja. Seine Blindheit war so sprichwörtlich, dass Juvenal statt „blind“ „Tiresias“ sagen kann: „Du wirst mit Freuden zugeben, dass keiner der Götter taub oder ein Tiresias ist.“ „Blinder als Tiresias“ bedeutet also „blinder als blind“.

## Caedite
Caedite eos. Novit enim Dominus qui sunt eius.
„Tötet sie alle! Gott kennt die Seinen schon.“ – Im Albigenserkreuzzug (1209 bis 1229) soll der päpstliche Gesandte, Abt Arnaud Amaury, den Kreuzfahrern auf die Frage, wie sie denn die Ketzer von den normalen Bewohnern unterscheiden sollten, mit diesem Befehl geantwortet haben.

## Caelebs
Caelebs caelestium vitam ducens.
„Ein Junggeselle führt ein Leben wie im Himmel.“ – Priscianus: Institutiones grammaticae 1.23

## Caelestem
Caelestem ergo admirabilem ordinem incredibilemque constantiam, ex qua conservatio et salus omnium omnis oritur, qui vacare mente putat is ipse mentis expers habendus est.
„Wer nun meint, die wunderbare Ordnung und unglaubliche Beständigkeit des Himmlischen, aus der alle Aufrechterhaltung und alles Leben von allem herrührt, sei ohne Geist, der ist selbst für geistlos zu halten.“ – Cicero angesichts der gleichmäßigen Planetenbewegung, die als kosmischer Garant aller Bewegung und damit allen Lebens angesehen wurde (De Natura Deorum, II, 56).

## Caelestis
Caelestis aqua ad bibendum omnibus antefertur.
„Regenwasser wird zum Trinken allem vorgezogen.“ – Palladius, Opus agriculturae 1.17,4
Caelestis ira quos premit, miseros facit, humana nullos.
„Der Zorn der Götter stürzt, wen er trifft, ins Elend, der Zorn der Menschen vernichtet.“ – Seneca, Hercules Oetaeus 441–442

## Caelo
Caelo demissa
„Vom Himmel herabgeschickt“ – durch übernatürliche Macht entstanden; Livius: Ab urbe condita 22. 29,3
Caelo tegitur, qui non habet urnam.
„Vom Himmel wird bedeckt, wer keine Urne hat.“ – Lucan, Pharsalia 7,819
Caelo tonantem credimus Iovem regnare.
„Im Himmel, glauben wir, regiert der donnernde Zeus.“ – Horaz: Carmina 3.5,1-2

## Caelum
Caelum ac terras miscere
„Himmel und Erde vermischen“ – alles durcheinanderbringen; Livius: Ab urbe condita 4.3,6
Caelum et terra transibunt, verba autem mea non transibunt.
„Himmel und Erde werden vergehen, aber meine Worte werden nicht vergehen.“ – Vulgata: Evangelium nach Markus 13,31 
Caelum undique et undique pontus
„Ringsum nur Himmel und Meer“ – Vergil: Aeneis 3.193
Caelum, non animum mutant, qui trans mare currunt.
„Den Himmelsstrich, nicht ihr Bewusstsein, ändern die, die übers Meer eilen.“ – ein Hexameter aus Horaz’ Epistulae (1,11,27)
 : - - / - v v / - - / - - / - v v / - -
Caelum vituperare
„Den Himmel tadeln“ – selbst am Himmel etwas auszusetzen haben; Phaedrus: Liber fabularum 4.7,26

## Caesar

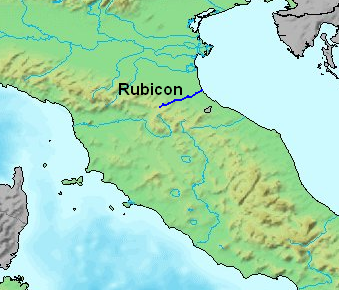
Italien, Rubikon hervorgehoben

Caesar ad Rubiconem
„Caesar am Rubikon“ – Am Scheideweg. Der Rubikon war der Grenzfluss zwischen der römischen Provinz Gallia cisalpina und dem eigentlichen Italien. Gegen das Senatsmandat überschritt Caesar den Grenzfluss mit der berühmten Bemerkung alea iacta est (siehe dort).
Caesar citra Rubiconem.
„Caesar diesseits des Rubicon.“ – Cicero: Orationes Philippicae 6,5
Caesar non supra grammaticos
„Der Kaiser steht nicht über den Grammatikern.“ – Der römisch-deutsche König und spätere Kaiser Sigismund hatte auf dem Konzil von Konstanz das griechische Wort Schisma als Femininum gebraucht und befahl, es auch in Zukunft so zu gebrauchen, um seinen Fehler zu beschönigen. Konkret soll Sigismund gesagt haben:
„Ego sum rex Romanus et supra grammaticam.“
„Ich bin römischer König und stehe über der Grammatik.“
Die Szene hat ein Vorbild in Suetons De grammaticis 22:
„Hic idem, cum ex oratione Tiberium reprehendisset, affirmante Ateio Capitone, et esse illud Latinum, et si non esset, futurum certe iam inde: Mentitur inquit Capito; tu enim, Caesar, civitatem dare potes hominibus, verbo non potes.“
„Als ebenderselbe [i. e. der Grammatiker und Stilkritiker M. Pomponius Marcellus] den [Kaiser] Tiberius wegen seiner Ausdrucksweise getadelt hatte, Ateius Capito aber bekräftigte, dass jener Ausdruck echt lateinisch sei, und, falls nicht, es von nun an aber gewiss sein werde, antwortete er: ‚Capito lügt. Du, Caesar, kannst nämlich Menschen das Bürgerrecht verleihen, einem Wort jedoch nicht.‘“
Bertolt Brecht soll dem Vorwurf, in manchen seiner Gedichte die Regeln der Grammatik missachtet zu haben, mit folgenden Worten begegnet sein:
„Ego, poeta Germanus, supra grammaticos sto.“
„Ich, ein deutscher/echter Dichter, stehe über den Grammatikern.“
Das Wortspiel mit der Doppeldeutigkeit der übertragenen Bedeutung von „germanus“, das zunächst leibliche Verwandtschaft bezeichnet und einerseits „leibhaftig, echt, wahr“ bedeutet, andererseits aber auch „deutsch“ bzw. ursprünglich „germanisch“ – im Singular wird allerdings viel häufiger die Variante „germanicus“ verwendet –, geht bis zu den deutschen Humanisten und Luther zurück.

## Caesarem
Caesarem vehis eiusque fortunam.
„Du fährst Caesar und sein Glück.“ – Der Historiker Plutarch erzählt, dass Gaius Julius Cäsar in einer Winternacht des Jahres 48 von Epirus aus trotz Sturms nach Italien zurückfahren wollte, um fehlenden Legionen gegen Gnaeus Pompeius Magnus nachzuziehen. Doch der Schiffer zögerte, bei diesem Seegang die Überfahrt zu wagen, bis ihm Cäsar auf Griechisch zurief: „Καίσαρα φέρεις καὶ τὴν Καίσαρος Τύχην συμπλέουσαν.“ – „Cäsar fährst du und Cäsars mitsegelndes Glück!“

## Calamitas
Calamitas virtutis occasio est.
„Unglück ist eine Gelegenheit, seine Stärke zu zeigen.“ – Seneca: De providentia 4,6

## Calceos
Calceos mutare
„Seine Schuhe wechseln“ – Seinen gesellschaftlichen Stand; Erasmus von Rotterdam: Adagia 3713

## Calumnia
Calumnia est quaevis versutia, qua alteruter litigantium adversarium suum circumvenire conatur.
„Rechtsverdrehung ist jegliche Art von List, mit der einer der Prozessierenden seinen Gegner zu täuschen versucht.“ – Rechtsregel

## Candida
Candida candidis
„Rein für die Reinen“ – wörtlich „Weiß für die Weißen“
Devise der Königin Claude de France, neben ihrem Wappentier, dem Schwan

## Canem
Canem timidum vehementius latrare quam mordere.
„Ein ängstlicher Hund bellt heftiger, als er beißt.“ – Curtius Rufus: Historiae Alexandri Magni 7.4,13

## Canes
Canes mordent ultimum.
„Den Letzten beißen die Hunde.“
Canes plurimum latrantes raro mordent.
„Hunde, die sehr viel bellen, beißen selten.“
Canes timidi vehementius latrant.
„Ängstliche Hunde bellen heftiger.“

## Canis
Canis a non canendo.
„Der Hund heißt Hund, weil er nicht singt.“ – Parodie auf falsche etymologische Ableitungen, wie z. B. auch „Lucus a non lucendo“.
Beispiel für von antiken Autoren ernsthaft vertretene Theorien zu Wortherkünften. Varro erklärt in seiner Schrift de lingua Latina (7,32):
„canes quod latratu signa dant, ut signa canunt, canes appellatae“ – „Die Hunde [canes] heißen Hunde [canes], weil sie mit ihrem Bellen Signale geben, wie man Signale erklingen lässt [canunt].“
Sehr ähnlich: Lupus a non lupendo – „Wolf, weil er nicht trauert“.
Canis Canem Edit.
„Hund frisst Hund.“ – so viel wie Fressen und Gefressenwerden, Titel eines Videospieles
Canis caninam non est.
„Ein Hund frisst kein Hundefleisch.“ – Varro: De lingua Latina 7.31
Canis festinans caecos parit catulos.
„Ein eiliger Hund bringt blinde Jungen zur Welt.“ – Entspricht dem deutschen Sprichwort „Gut Ding will Weile haben.“
Canis fidele animal.
„Der Hund ist ein treues Geschöpf.“
Canis mortuus non mordet.
„Ein toter Hund beißt nicht.“ – Sprichwort
Canis peccatum sus dependit.
„Das Schwein büßt, was der Hund ausgefressen hat.“ – Erasmus von Rotterdam: Adagia 2299
Canis timidus vehementius latrat quam mordet.
„Ein furchtsamer Hund bellt heftiger als er beißt.“ – Curtius Rufus: Historiae Alexandri Magni 7.4,13. Entspricht dem deutschen Sprichwort „Hunde, die bellen, beißen nicht.“

## Cantare
Cantare amantis est.
„Wer liebt, singt.“ – Augustinus: Sermones 336

## Cantat
Cantat avis quaevis, sicut rostrum sibi crevit.
„Jeder Vogel singt, wie ihm der Schnabel gewachsen ist.“ – Sprichwort

## Canticum
Canticum canticorum
„Lied der Lieder“ – Vulgata: Das Hohe Lied

## Cantilenam
Cantilenam eandem canere
„Immer dasselbe Lied singen“ – die alte Leier; Terenz: Phormio 495

## Cantores
Cantores amant humores.
„Sänger lieben Feuchtes.“ – Origenes: Homiliae in librum iudicum 3,1

## Cantus
Cantus avis talis, rostri formatio qualis.
„Der Gesang des Vogels ist so, wie die Beschaffenheit seines Schnabels ist.“
Ein Sprichwort mit dem Sinn: Jeder Vogel singt so, wie ihm der Schnabel gewachsen ist.
Cantus firmus
„fester Gesang“ – Gemeint ist damit ursprünglich im mehrstimmigen musikalischen Satz die feststehende Hauptmelodie. Dies wird, als c. f. abgekürzt, vor allem dann angegeben, wenn sie nicht in der obersten Stimme liegt.
Cantus planus
„Ebenmäßiger Gesang“ – einstimmiger Choral des 12. Jahrhunderts

## Capiat
Capiat qui capere possit.
Ein häufig falsch interpretiertes Diktum („Es greife zu, wer greifen kann“).
Die ursprüngliche Formulierung findet sich im Evangelium nach Matthäus 19,12: „Qui potest capere, capiat“: „Wer es fassen kann, der fasse es“ (fassen im Sinn von verstehen).

## Captatio
Captatio benevolentiae
„Erhaschen des Wohlwollens“ – Einleitungsfloskel, mit der man am Beginn einer Rede oder eines Schreibens dem Hörer bzw. Leser ein Kompliment macht.

## Caput

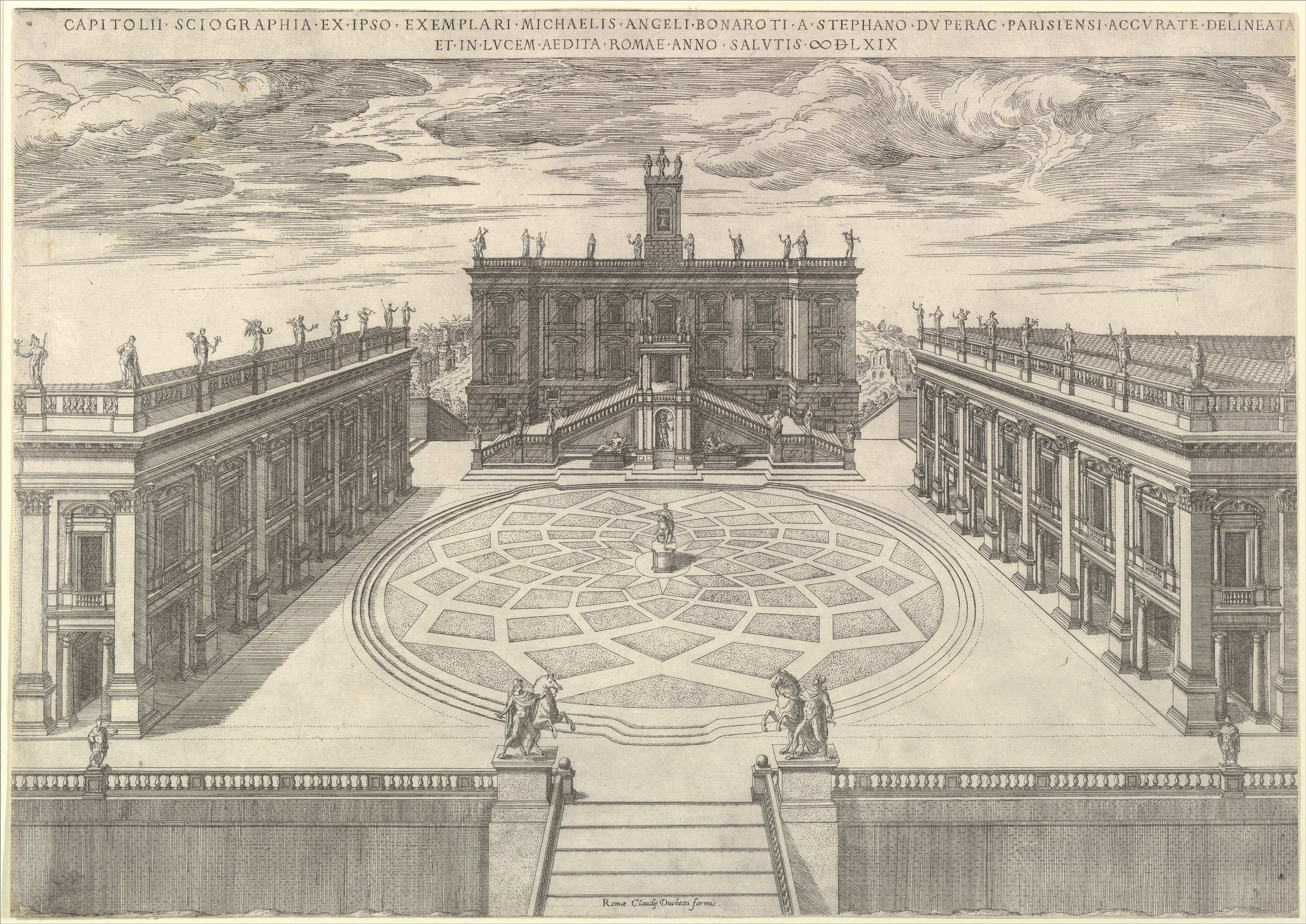
Das Kapitol mit dem Stern des Michelangelo

Caput cenae
„Haupt des Mahls“ – Als Hauptgericht ließen die Römer gerne ein ganzes Tier auftragen.
Caput mundi
„Haupt der Welt“ – In der Formel „Roma Caput Mundi“, Rom als Hauptstadt der Welt. In der Pflasterung des Kapitols befindet sich ein vielstrahliger Stern, das Universum, mit der Sonne und dem Kaiser in der Mitte. Michelangelo stellte damit das Selbstverständnis des antiken Roms als Haupt der Welt dar.
Caput Nili quaerere
„Die Quelle des Nils suchen“ – bei den Römern ein geflügeltes Wort für eine unlösbare Aufgabe.

## Cardo
Cardo duplex
„Doppelte (Erd-)Achse“ – Gemeint sind die beiden Pole der Erde
Cardo maximus
„Hauptachse“ eines römischen Lagers bzw. einer römischen Stadt oder eine Linie im Gelände, stets in Nord-Süd-Richtung verlaufend, während die in Ost-West-Richtung verlaufende als decumanus bezeichnet wurde.

## Caritas
Caritas numquam excidit.
„Liebe hört niemals auf.“ – Vulgata: 1. Brief des Paulus an die Korinther 13,8
Caritas omnia potest.
„Liebe vermag alles.“ – Hieronymus: Epistulae 1,2
Caritas omnia sustinet.
„Liebe erträgt alles.“ – Hieronymus: Epistulae 7,4
Caritas omnia tolerat.
„Liebe erträgt alles.“ – Augustinus: Sermones 4
Caritas rei publicae incipit a familia.
„Liebe zum Staat beginnt mit der Familie.“ – Francis Bacon: De dignitate et augmentis scientiarum 6.3

## Carmen
Carmen figuratum
„Figurengedicht“
Carmen sibi intus canit.
„Er singt sich sein Loblied selber vor.“ – Cicero: De lege agraria 2.68

## Carmina
Carmina Burana
„Lieder aus Beuren“ – Titel, unter dem 1847 die mittelalterliche Liederhandschrift des Klosters Benediktbeuern herausgegeben wurde.
Carmina dant vitam.
„Lieder geben Lebensfreude.“
Carmina non dant panem.
„Lieder schaffen kein Brot.“ – Petronius: Satyricon 83,9

## Carne
Carne opus est, si satur esse velis.
„Wenn du satt werden willst, brauchst du Fleisch.“ – Martial: Epigrammata 13.2,6
Carne vale!
„Lebe wohl, Fleisch!“ – Wohl Rückdeutung des Wortes Karneval, in dessen Anschluss (in der Fastenzeit) das Essen von Fleisch untersagt war. Im 19. Jahrhundert wurde der Begriff auch auf das römische „carrus navalis“ Schiffskarren, ein Schiff auf Rädern, das bei jährlichen Umzügen zum Wiederbeginn der Schifffahrt durch die Straßen geführt wurde, zurückgeführt.

## Caro

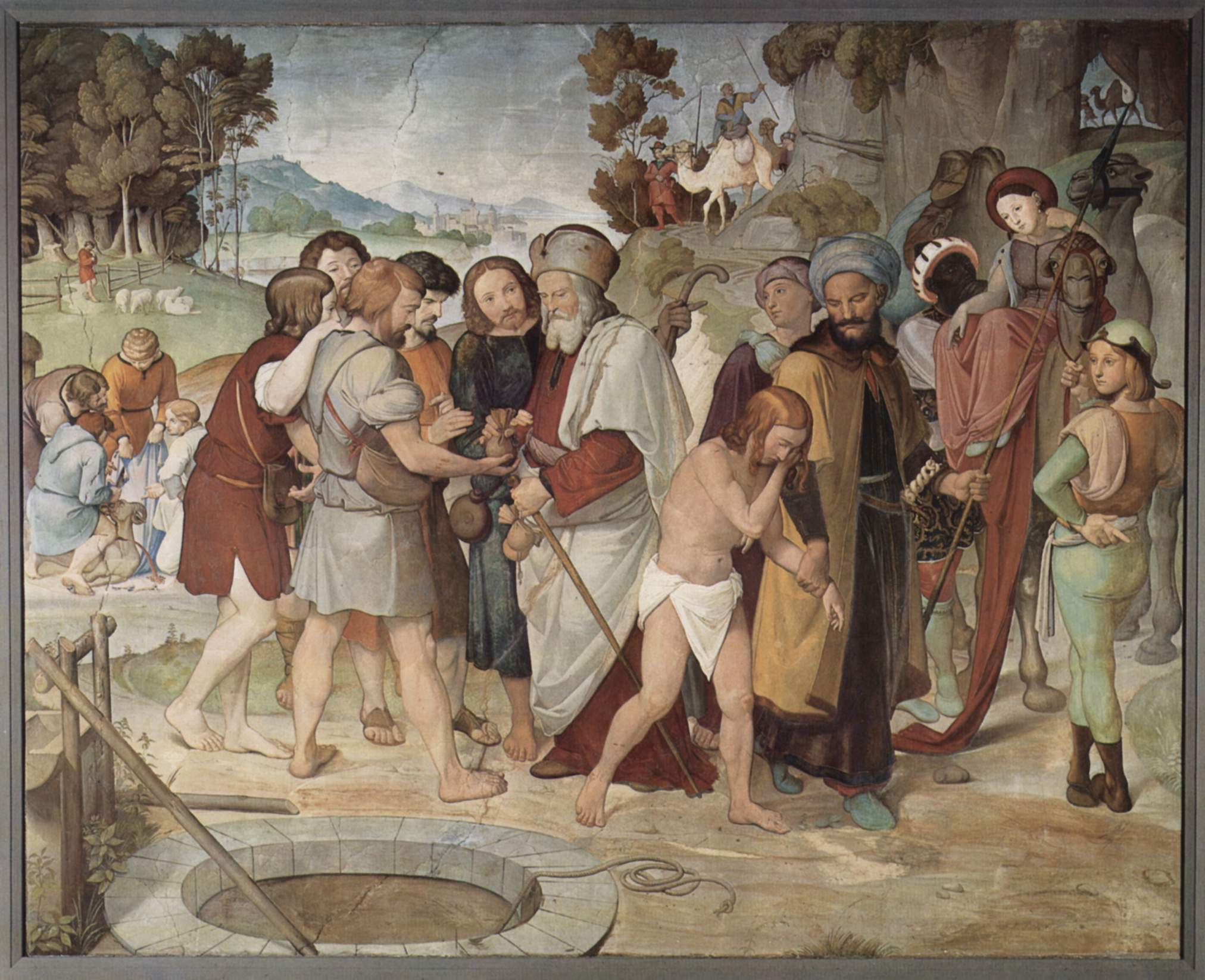
Friedrich Overbeck: Verkauf Josephs an die ägyptischen Händler (1817)

Caro nostra
„Unser Fleisch (und Blut)“ – Zitat aus 1. Mose 37,27 , in dem erzählt wird, wie Josef von seinen Brüdern verkauft wird und Juda seine Brüder davon abhält, ihn zu töten:
„Kommt, laßt uns ihn an die Ismaeliter verkaufen; aber unsere Hand sei nicht an ihm, denn unser Bruder, unser Fleisch ist er! Und seine Brüder hörten darauf.“

## Carpe

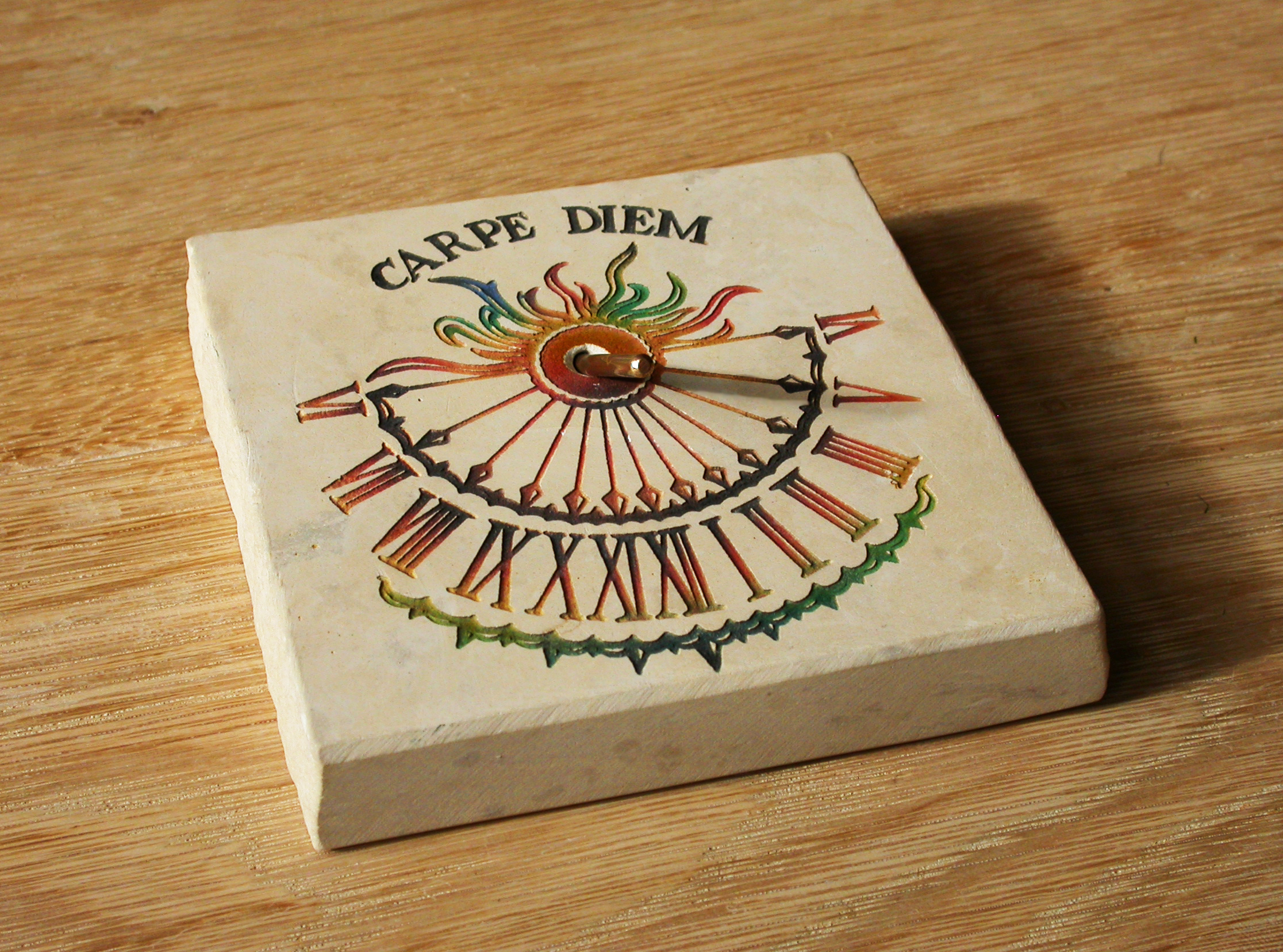
Carpe diem auf einer Sonnenuhr

Carpe diem!
„Nutze den Tag!“ – Redewendung, die aus der Ode 1,11,8 des römischen Dichters Horaz stammt:
„Carpe diem quam minimum credula postero.“
„Nutze den Tag mit möglichst wenig Vertrauen auf den nächsten!“
Carpe noctem!
„Nutze die Nacht.“ – Neuprägung in Anlehnung an Carpe diem, die vor allem als Motto in Gothic-Discos und in der BDSM-Szene vorkommt. Ferner auch Titel eines Songs aus dem Musical Der Tanz der Vampire; in diesem kommt carpe noctem selbst nicht vor, wohl aber der anscheinend aus dem Requiem nebst Absolutio super tumulum zusammengestückelte (küchen-)lateinische Vers Dies irae Kyrie, Libera me, Domine.

## Carpent
Carpent tua poma nepotes.
„Deine Enkel werden deine Früchte ernten.“ – Vergil: Bucolica 9,50

## Carum
Carum est, quod rarum est.
„Geschätzt wird, was selten ist.“

## Casta
Casta placent superis.
„Reines gefällt den Göttern“ – Tibull, Elegie 2,1,13.

## Castis
Castis omnia casta.
„Den Reinen ist alles rein.“ – Vulgata: Brief an Titus 1,15

## Casus
Casum sentit dominus.
„Den Schaden spürt der Eigentümer .“ – Rechtsregel
Casus Belli
„Ereignis (Anlass, Rechtfertigung) für einen Krieg; Ursache des Krieges“ – Umstand, der einen Krieg letztlich auslöst. Cicero, Ad familiares 6,1,7.
Casus et natura in nobis dominantur.
„Zufall und Natur herrschen über uns.“ – Cicero, Ad familiares 4,12,1.
Casus foederis
„Bündnisfall“ – Lage, in der eine von einem Staat auf Grund eines militärischen Beistandsvertrages eingegangene Verpflichtung wirksam wird, selbst in einen Krieg einzutreten, den der Bündnispartner führt.
Casus fortuitus a mora excusat.
„Zufall entschuldigt Verzug.“ – Rechtsregel
Casus magister alius et paene numerosior.
„Der Zufall ist ein weiterer und beinahe häufigerer Lehrer.“ – Plinius der Ältere, Naturalis historia 17,24.
Casus obliquus
„Schräger Fall“ – Begriff aus der Grammatik, der alle Kasus außer dem Nominativ bezeichnet, der deshalb als casus rectus (aufrechter Fall) bezeichnet wird, weil er für sich stehen kann, während die obliquen Casus nur an andere Redeteile angelehnt vorkommen.
Casus pro amico
„Fälle für einen Freund“
Bezeichnung für einen Freundschaftsdienst, über den es heißt: „Casus pro amico potius nominandos esse casus pro diabolo.“ – „Fälle für einen Freund müsste man besser Fälle für den Teufel nennen.“
„Casus“ steht hier im Plural: Casūs.

## Causa
causa accidens
die akzidentielle Ursache
causa activa agens
die tätige Ursache
causa adaequata
die entsprechende Ursache
Causa aequat effectum.
„Die Ursache entspricht der Wirkung.“
Causa causae est causa causati.
„Die Ursache der Ursache ist die Ursache des Verursachten.“ – Liber de causis 63
Causa cessante cessat effectus.
„Mit dem Ausbleiben der Ursache verschwindet die Wirkung.“ (Lehrsatz der Scholastik)
Causa cognita
„Nach Ermittlung der Sachlage“ – Cicero: In Verrem 2.1,25
causa cognoscendi
der Erkenntnisgrund
causa corporalis
causa corporalis die physische Ursache
causa creatrix
die schöpferische Ursache
Causa criminalis non praeiudicat civili.
„Ein Strafprozess greift einem Zivilprozess nicht vor.“
causa deficiens
die negative Ursache
auch: causa defectiva
causa directa
direkte Ursache
causa efficiens
die wirkende Ursache, die Ursächlichkeit, nach der die folgenden Zustände als bewirkt durch die früheren erscheinen
auch: causa effectiva, die bei Aristoteles aufgeführt wird
causa essendi
der Seinsgrund, die Ursache des Werdens
auch „Causa fiendi“
Causa est potior causato.
Die Ursache besitzt mehr Seinswirkung; bei Thomas von Aquin
causa exemplaris
die vorbildliche Ursache, das Urbild, die Idee als Ursache
causa extrinseca
die äußere Ursache
causa finalis
die End- oder Zweckursache, die Ursächlichkeit, nach der das Geschehen durch ein vorausliegendes, vorausgesetztes Ziel bestimmt ist; der Zweck als Ursache (siehe Teleologie)
Causa finita.
„Die Sache ist abgeschlossen.“ – Jede weitere Diskussion ist sinnlos.
In einer Predigt (sermo 131,10) geht Augustinus auf den Kampf gegen die Lehren des Pelagius ein, gegen den er selbst aufgetreten war: „Iam enim de hac causa duo concilia missa sunt ad Sedem Apostolicam: inde etiam rescripta venerunt. Causa finita est.“ („Denn in dieser Angelegenheit wurden bereits zwei Gesandtschaften zum Apostolischen Stuhl geschickt. Von dort kamen auch Antworten. Die Angelegenheit ist beendet.“)
Dies wurde zum Sprichwort „Roma locuta causa finita“ verkürzt: „Nachdem/Weil Rom gesprochen hat, ist die Angelegenheit beendet.“
causa formalis
die gestaltende, die bildende Ursache
causa immanens
die immanente Ursache bei Baruch Spinoza
Causa inferior dicendo fieri superior potest.
„Durch Beredsamkeit kann die schwächere Sache zur stärkeren werden.“ – Versprechen des griechischen Sophisten nach Cicero: Brutus 30. Im Griechischen heißt es: „τὸν ἥττω λόγον κρείττω ποιεῖν“ – „die schwächere Sache zur stärkeren machen“.
causa influens
die einfließende Ursache
causa intrinseca
die innere Ursache
causa instrumentalis
die Mittelursache
causa materialis
die im Stoff, in der Materie wirkende Ursache, das Substrat des Wirkens (der Bedingung)
causa movens
die bewegende Ursache – auch: causa motiva
causa occasionalis
die Gelegenheitsursache
causa per se
die Ursache durch sich selbst; bei Albertus Magnus und Thomas von Aquin
Siehe Causa sui.
Causa posita ponitur causatum.
Mit der Ursache ist die Wirkung gesetzt
Causa praecedit effectum.
Die Ursache geht der Wirkung voraus (bei Johannes Duns Scotus)
causa prima
die erste Ursache (causa prima est, cuis substantia et acto est in momento aeternitatis et non temporis bei Albertus Magnus)
Als próte aitía bei Platon und Aristoteles.
Gegensatz ist causa secunda
causa principalis
die Grundursache
causa privans
die beraubende, ein Nichtsein setzende Ursache
causa proxima
die nächste Ursache
causa remota
die entfernte Ursache
causa sine qua non
unbedingte Ursache; eine unerlässliche Voraussetzung, eine notwendige Voraussetzung, ohne die etwas anderes nicht eintreten kann.
causa socia
eine gemeinsame Ursache
auch causa communis
causa sufficiens
ein zureichender Grund
causa sui
die Ursache aus sich selbst (Selbstursache)
causa vera
die wahrhafte, die reale Ursache; bei Isaac Newton

## Causae
causae sunt quinque bibendi
„Fünf Gründe gibt es fürs Trinken.“ Aus einem Henry Aldrich oder Gilles Ménage zugeschriebenen Epigramm in Hexametern:
Si bene commemini, causae sunt quinque bibendi:

Hospitis adventus, praesens sitis atque futura

Aut vini bonitas et quaelibet altera causa.
Wenn ich mich recht erinnere, gibt es fürs Trinken fünf Gründe:

Ankunft eines Gastes, Durst jetzt und in der Zukunft,

guter Wein und an Gründen noch jeder beliebige andre.
Im Allgemeinen Deutschen Kommersbuch ist es von causae sunt quinque an der Refrain zu dem Cantus „Die Zecher von Fulda“ („Die Brüder des heiligen Benedikt …“) von Ludwig Liebe (1891).

## Cave

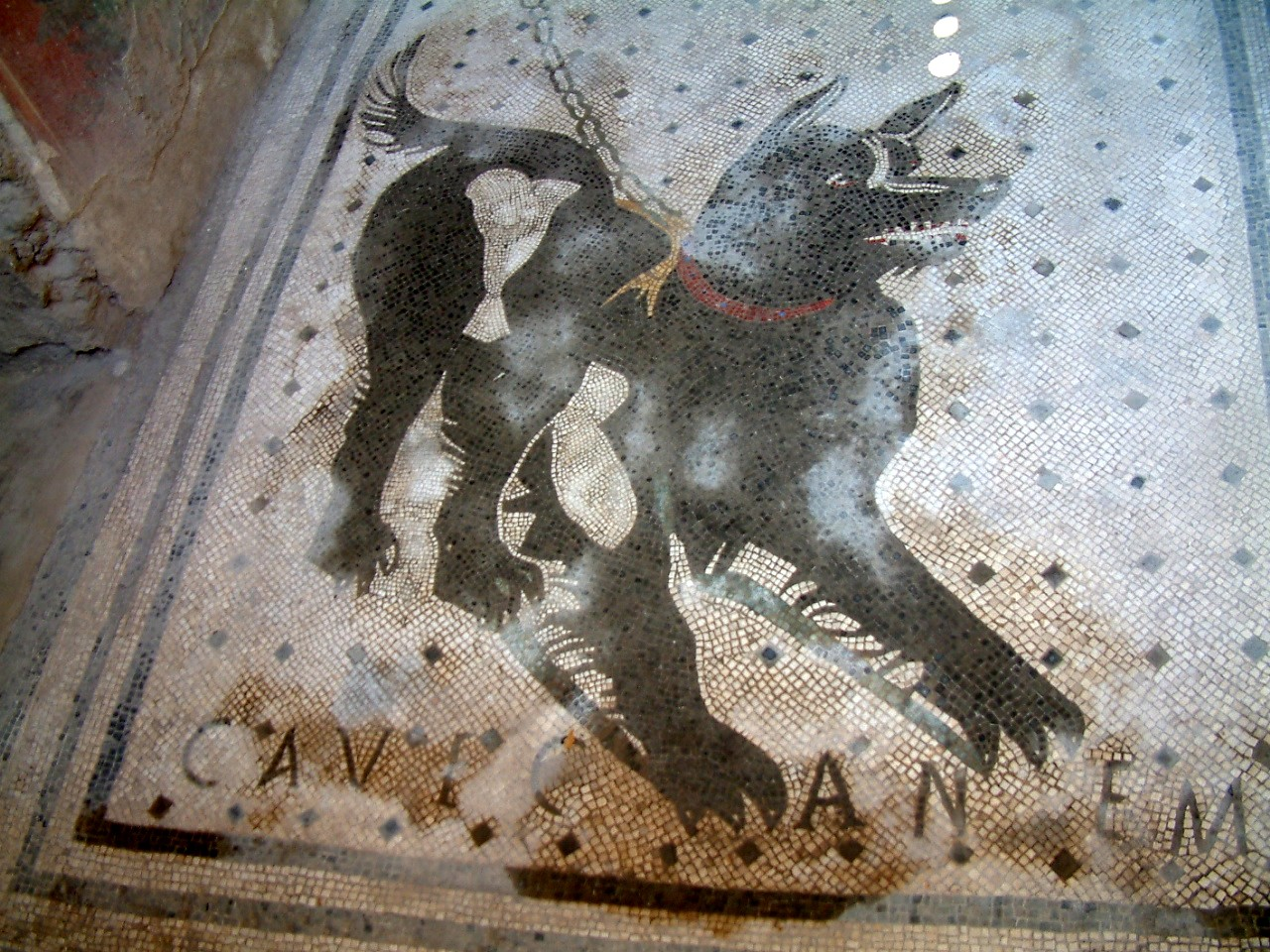
Cave-canem-Mosaik aus Pompeji

Cave a consequentariis.
„Hüte dich vor den Prinzipienreitern.“ – Gottfried Wilhelm Leibniz
Cave canem
„Warnung vor dem Hunde“ – Aufschrift auf einem Bodenmosaik, das einen Hund darstellt, am Eingang eines Hauses in Pompei. Petronius: Satyricon 29,1
Cave Idus Martias!
„Hüte dich vor den Iden des März!“ – Mit diesen Worten warnte nach Plutarch der Augur Spurinna Gaius Iulius Caesar davor, an den Iden (Monatsmitte) in den Senat zu gehen. Am 15. März 44 v. Chr. wurde Cäsar dort von Verschwörern erstochen.
Cave, ne armarium doctius quam pectus habeas.
„Pass auf, dass deine Bibliothek nicht gebildeter ist als du selbst.“ – Caecilius Balbus: Sententiae 48,6
Cave tibi a cane muto et aqua silenti.
„Hüte dich vor einem stummen Hund und stillem Wasser.“ – Entspricht in etwa den deutschen Sprichworten „Hunde, die bellen, beißen nicht.“ und „Stille Wasser gründen tief.“
Stilles Wasser steht hier jedoch nicht für tiefes Wasser, sondern für Wasser, das möglicherweise mit Krankheitserregern verseucht ist. So wurden im Mittelalter und bis ins 19. Jahrhundert Dörfer und Städte durch solches Wasser verseucht, was nicht selten zu Epidemien führte. Weiterhin bestand eine verbreitete Kriegslist darin, bei einer Belagerung das „stille“ Wasser zu vergiften. Dies war bei fließendem Wasser nicht durchführbar. Siehe hierzu Seuchen, Pest.
Cave quicquam dicas, nisi quod scieris optime.
„Rede nicht über etwas, was du nicht genau kennst.“

## Caveat
Caveat emptor
„Der Käufer soll aufpassen“ – Das Kaufrisiko liegt beim Käufer.
Caveat lector
„Der Leser soll aufpassen“ – Der Autor garantiert nicht für die Richtigkeit des Gesagten. Vermutlich eine jüngere Variation zu caveat emptor.
Caveat venditor
„Der Verkäufer soll aufpassen“ – Die Verantwortung für die zugesicherten Eigenschaften einer Ware liegt beim Verkäufer.

## Cedant
Cedant arma togae, concedat laurea laudi!
„Weichen sollen der Toga die Waffen, weichen der Lorbeer dem Lob.“
Gemeint ist damit: Der Politiker habe gegenüber dem Feldherrn den Vorrang, der Lorbeerkranz des Siegers sei weniger wert als die bürgerliche Belobigung.
Es handelt sich um einen Hexameter aus Ciceros autobiographischem Epos De consulatu suo (Über sein Konsulat), den der Autor mehrere Male ganz oder teilweise in seinen Werken zitiert.
Die zweite Hälfte des Verses wurde schon in der Antike auch mit etwas anderem Wortlaut zitiert: „... concedat laurea linguae“ („der Lorbeerkranz soll der Beredsamkeit weichen“).
Cedant tenebrae lumini et nox diurno sideri.
„Der Schatten soll dem Licht weichen und die Nacht dem Tagesgestirn.“ – Inschrift auf Sonnenuhren

## Cedite
Cedite Romani scriptores, cedite Graii, nescio quid maius nascitur Iliade.
„Tretet zurück, ihr römischen Schriftsteller, zurück, ihr Griechen. Etwas Größeres als die Ilias entsteht.“ – Properz, Elegien 2,34,65 f.

## Cedo
Cedo maiori.
„Ich weiche dem Größeren.“
Cedo nulli.
„Ich weiche niemandem.“ – Irrtümlich als Wahlspruch des Erasmus von Rotterdam bezeichnet und in diesem Zusammenhang in Benutzung. Er benutzte jedoch die etwas längere Version Concedo nulli.
Weitere Variante: Nulli cedo.

## Cena
Cena comesa venire
„Erst kommen, wenn schon alles gegessen ist“ – Varro: De re rustica 1.2,11
Cena dominica
„Mahl des Herrn“ – Abendmahl nach der Vulgata: 1. Brief des Paulus an die Korinther 11,20
Cena dubia
„Zweifelhaftes Mahl“ – Ein prächtiges Mahl, bei dem wegen der Vielfalt die Auswahl der Speisen schwerfällt. Horaz: Sermones 2.2,77

## Census
Census Romanus
„Römische Steuer“ – Peterspfennig (auch Denarius Sancti Petri), eine Geldsammlung, die als Ausdruck der Verbundenheit der Katholiken zum Papst gilt.

## Centesimus
Centesimus annus
„Das hundertste Jahr“ – Die Enzyklika Centesimus annus wurde 1991 von Johannes Paul II. veröffentlicht, 100 Jahre nach der Enzyklika Rerum Novarum und hatte das Ende der kommunistischen Staatsformen in Europa zum Thema.

## Centum
Centum sunt causae, cur ego semper amem.
„Hundert Gründe gibt es, warum ich immer liebe.“ – Ovid, Ars amatoria

## Cessante
Cessante causa cessat effectus.
„Fällt die Ursache fort, entfällt auch die Wirkung.“
Cessante iure cessat lex ipsa.
„Fällt das Recht fort, entfällt auch das Gesetz.“

## Cestum
Cestum Veneris habere
„Den Gürtel der Venus besitzen“ – überraschend Zuneigung gewinnen; Erasmus von Rotterdam: Adagia 2136 (nach Lukian):
„Den Gürtel der Venus besitzt, wer in überraschender Weise jedermanns Zuneigung gewinnt. Der Ausdruck stammt aus Homers Ilias, Buch 54, wo Hera, in der Absicht, Zeus in ihr Lager zu locken, zu Aphrodite geht und sich von ihr den Gürtel ausborgt, der liebenswürdig und begehrenswert macht.“

## Cetera
Cetera desunt
„Der Rest fehlt.“

## Ceteris
Ceteris paribus
„Unter sonst gleichen Umständen“ – Unter sonst gleichen Bedingungen. Eine Aussage oder Theorie wird unter dem Ceteris-paribus-Vorbehalt formuliert, d. h. ihre Gültigkeit wird vom Fortbestehen der Randbedingungen abhängig gemacht. Thomas von Aquin: Summa contra gentiles 1.102

## Ceterum

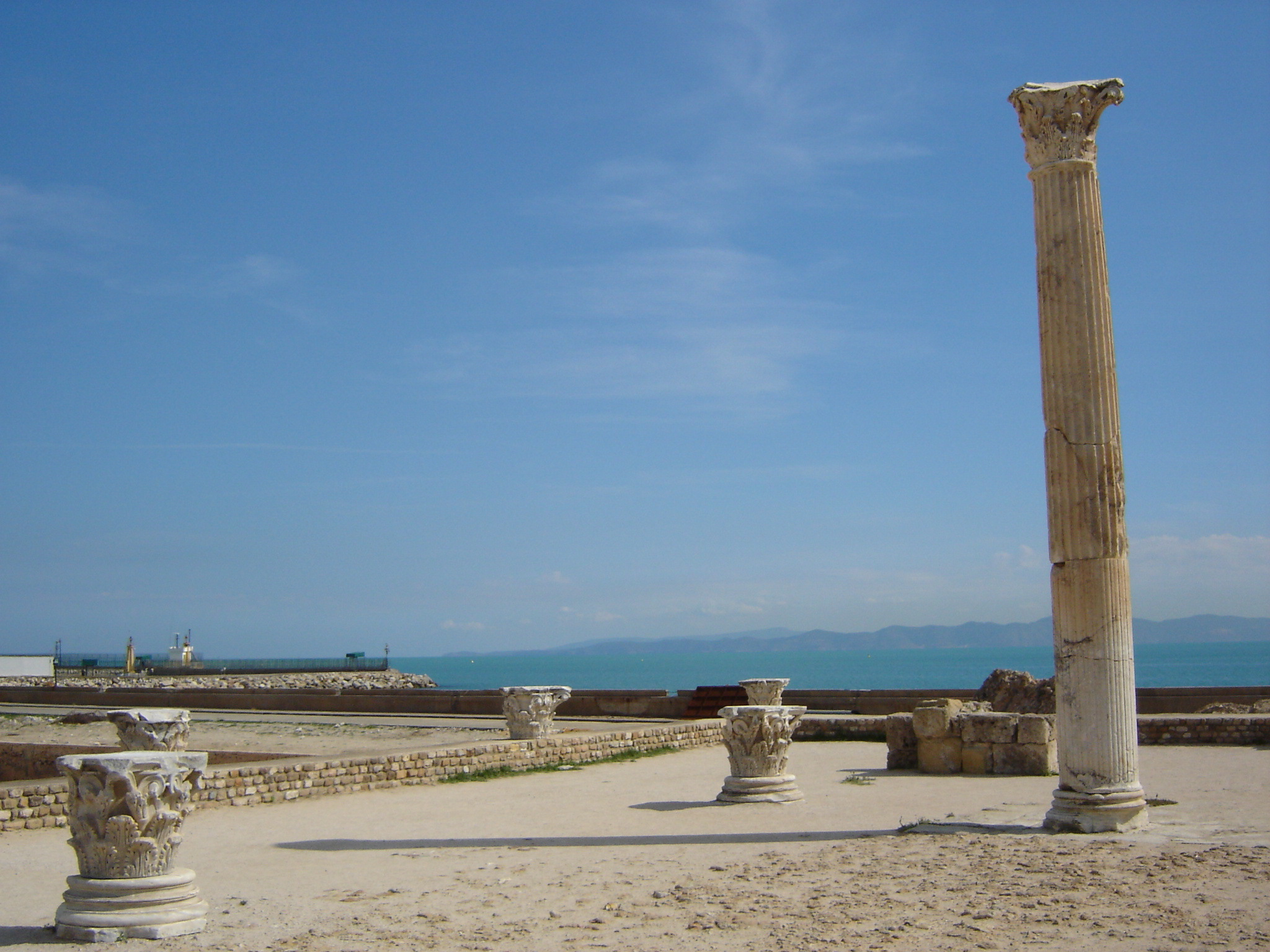
Das zerstörte Karthago

Ceterum censeo (Carthaginem esse delendam)
„Im Übrigen beantrage ich (die Zerstörung Karthagos).“ – Eine beharrlich wiederholte Forderung. Vor Beginn des Dritten Punischen Krieges soll Cato mit diesem Ausspruch am Ende jeder Senatssitzung die Zerstörung Karthagos gefordert haben. Als einziger Autor zitiert Plutarch Cato „wörtlich“, dies aber nur in altgriechischer Sprache: Δοκεῖ δέ μοι καὶ Καρχηδόνα μὴ εἶναι. – „Ich beantrage aber, dass es auch Karthago nicht mehr geben soll.“
Ceterum censeo progeniem hominum esse deminuendam.
„Im Übrigen bin ich der Ansicht, dass die Nachkommenschaft der Menschen vermindert werden müsse.“ – Ausspruch des Biologen Bernhard Grzimek in Anlehnung an das obige Zitat.

## Character
Character indelebilis
„Untilgbares Prägemal“ – Besagt, dass bestimmte Sakramente die Person, die sie empfangen hat, unauslöschlich prägen. Ein solches Prägemal verleihen die Taufe, die Firmung und die Priesterweihe, die unwiderruflich und unwiederholbar sind. Im Zusammenhang mit der Priesterweihe besagt der Ausdruck, dass der Geweihte lebenslang Priester bleibt, auch wenn er kein kirchliches Amt mehr innehat, sogar wenn ihm die Ausübung der priesterlichen Funktionen aus disziplinarischen oder lehramtlichen Gründen verboten oder er auf Antrag laisiert wurde.

## Christianos

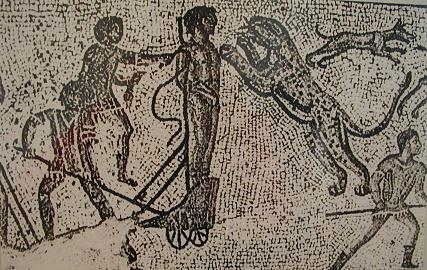
Hinrichtung durch Tierhatz

Christianos ad leonem.
„Die Christen vor den Löwen!“ – Slogan bei Christenverfolgungen im Römischen Reich. Tertullianus: Apologeticum 40,2 (Seine Replik darauf: „Tantos ad unum?“ – „So viele vor einen?“)

## Christianus
Christianus nullius est hostis.
„Ein Christ ist niemandes Feind.“ – Tertullian: Ad Scapulam 2,6

## Christo
Christo auspice regno
„Ich herrsche, während Christus mein Beschützer ist.“ – „Ich herrsche unter dem Schutz Christi.“
Wahlspruch von Karl I. und Karl II., 1625–1649 bzw. 1660–1685 Könige von England, Schottland und Irland, daher ist er auch auf vielen Münzen dieser Zeit geprägt.
Das lateinische Wort auspex (auspice ist Ablativ) bezeichnet ursprünglich den Wahrsager (einen Auguren), der die Auspizien durchführt; das Wort erhielt aber ausgehend von „günstigen Einfluss Habender“ bereits in antiker Zeit die übertragene Bedeutung „Beschützer“.

## Christum
Christum diligere melius est omnibus scire.
Christus zu lieben ist besser als alles zu wissen. – Wahlspruch unbestimmter Herkunft von zweifelhafter Latinität.

## Christus
Christus bene coepta secundet.
„Christus möge segnen, was gut begonnen ist.“ – Erasmus von Rotterdam: Colloquia familiaria, Auspicanti quippiam

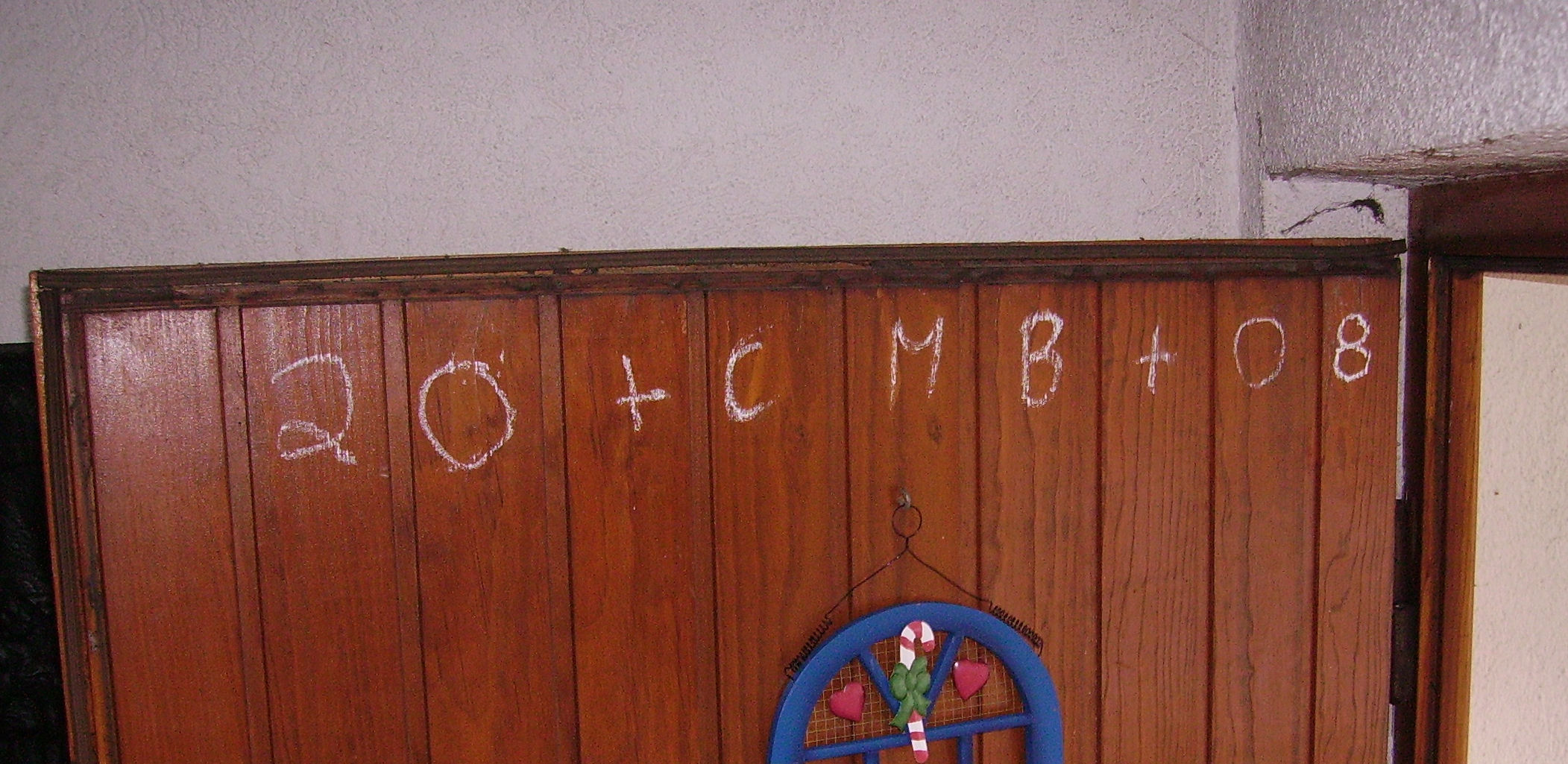
20*C+M+B+08 – „Christus mansionem benedicat“.

Christus mansionem benedicat.
„Christus segne dieses Haus.“ – Um Dreikönig schreiben die Sternsinger an die Haustüren bzw. die Türbalken mit geweihter Kreide die traditionelle Segensbitte C+M+B+ mit der jeweiligen Jahreszahl und drei Kreuzen (20*C+M+B+08). Diese Schreibweise hat, laut Kindermissionswerk, folgende Bedeutung: ein Stern für den Stern von Bethlehem und die drei Kreuze für den Dreifaltigen Gott: Vater, Sohn und Hl. Geist. Die Bedeutung der Buchstaben C, M und B wird offiziell als Abkürzung der Worte „Christus mansionem benedicat“ (= „Christus segne dieses Haus“) gedeutet. In älteren volkskundlichen Abhandlungen herrscht die Deutung der Buchstaben als Initialen der Heiligen Drei Könige (Caspar, Melchior und Balthasar) vor. Dies wird auch dadurch erhärtet, dass in manchen Regionen die Schreibweise K+M+B üblich war.
Christus mihi vita, mors lucrum.
„Christus bedeutet mir Leben, der Tod Gewinn.“
Der Satz geht zurück auf Paulus, Phil 1,21 : „Mihi enim vivere Christus est et mori lucrum“ („Für mich bedeutet Christus Leben und Sterben Gewinn“), auch bekannt als Anfang des Kirchenlieds Christus, der ist mein Leben, Sterben ist mein Gewinn (Jena 1609).

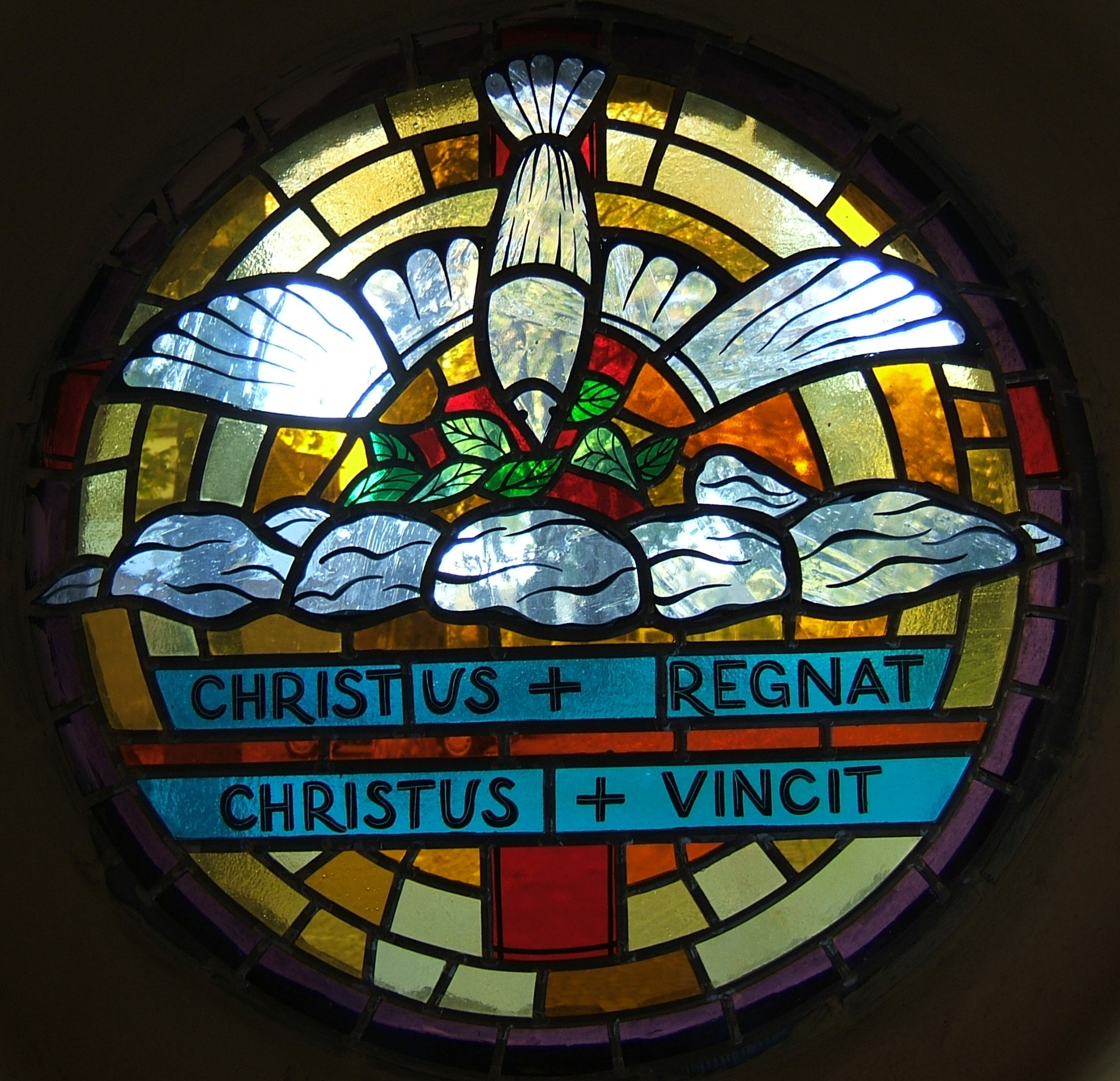
Kirchenfenster im oberschlesischen Zabrze

Christus regnat.
„Christus herrscht.“
Christus Rex
„Christus König“- Als Rexisten bezeichnet man vor allem in Belgien die Anhänger der wallonischen faschistischen Bewegung Rex (von Christus Rex), die während der deutschen Besatzung mit den Nationalsozialisten kollaborierten.
Christus vincit.
„Christus siegt.“

## Cibo
Cibo opus duraturis in labore.
„Nahrung braucht, wer bei der Arbeit ausharren will.“ – Erasmus von Rotterdam: Adagia 2818

## Cicerone
Cicerone disertius ipso
„Beredter als selbst Cicero“ – Martial: Epigrammata 3.38,3

## Ciceronianus
Ciceronianus es, non Christianus.
„Du bist Ciceronianer, kein Christ.“ – Du bist ein Anhänger der antiken Bildungstradition. Hieronymus: Epistulae 22,30

## Cineres
Cineres evitans in carbones incidit.
„Die Asche vermeidend fällt er in die (glühenden) Kohlen.“ Entspricht der deutschen Redewendung „vom Regen in die Traufe kommen“.

## Cineri
Cineri gloria sero venit.
„Für die Asche kommt der Ruhm zu spät.“ – Martial: Epigrammata 1.25,8
Cineri nunc medicina datur.
„Der Asche gibt man jetzt Arznei.“ – Jetzt gibt man einem Toten Arznei. Properz: Elegiae 2.14,16

## Circuitus
Circuitus verborum
„Weitschweifigkeit“ – Cicero: Orator 78

## Circuli
Circuli quadratura
„Quadratur des Kreises“ – Pseudo-Apuleius: Peri hermeneias 9

## Circulus
Circulus aureus in naribus suis mulier pulchra et fatua.
„Eine schöne, aber einfältige Frau ist wie ein goldener Ring am Rüssel eines Schweins.“ – Vulgata: Buch der Sprichwörter 11,22
Circulus in probando
„Zirkelbeweis“ – Die Prämissen enthalten schon, was zu beweisen ist.
Circulus vitiosus
„Fehlerhafter Kreis“ – Zirkelschluss, der im Kreis herumführt, wenn das zu Beweisende wieder als Beweisgrund verwendet wird. Aristoteles: Analytica priora
Circulus in demonstrando
„Zirkelschluss“

## Citius

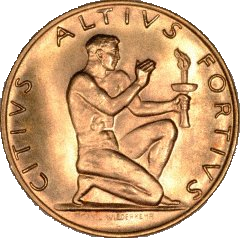
Olympische Medaille von 1948

Citius, altius, fortius
„Schneller, höher, stärker“ – Motto der modernen Olympischen Spiele. Es wurde vorgeschlagen von Pierre de Coubertin nach einer Idee des französischen Dominikanerpaters Henri Didon, der diese Formulierung zuerst auf einem Schulsportfest in Arcueil verwendete, bei dem Coubertin als Wettkampfleiter anwesend war.
Citius, quam escendas, cades.
„Du fällst schneller, als du emporsteigst.“ – Macrobius: Saturnalia 2.7,9
Citius venit periclum, cum contemnitur.
„Eine Gefahr kommt schneller, wenn man sie verachtet.“ – Publilius Syrus: Sententiae 92

## Cito
Cito! Cito, cito, cito! CCC!
„Eilig!“ bzw. „Sehr Eilig!“ – Eilpost (Vermerk auf alten Briefen für den Postboten)
Cito arescit lacrima, praesertim in alienis malis.
„Schnell trocknet die Träne, zumal bei fremdem Missgeschick.“ – Zitat aus den Werken Ciceros
Cito maturum, cito putridum
„Schnell reif, schnell verdorben“

## Civilitas
Civilitas successit barbarum.
„Die Zivilisation folgte der Barbarei.“ – Motto des US-Bundesstaates Minnesota

## Civis

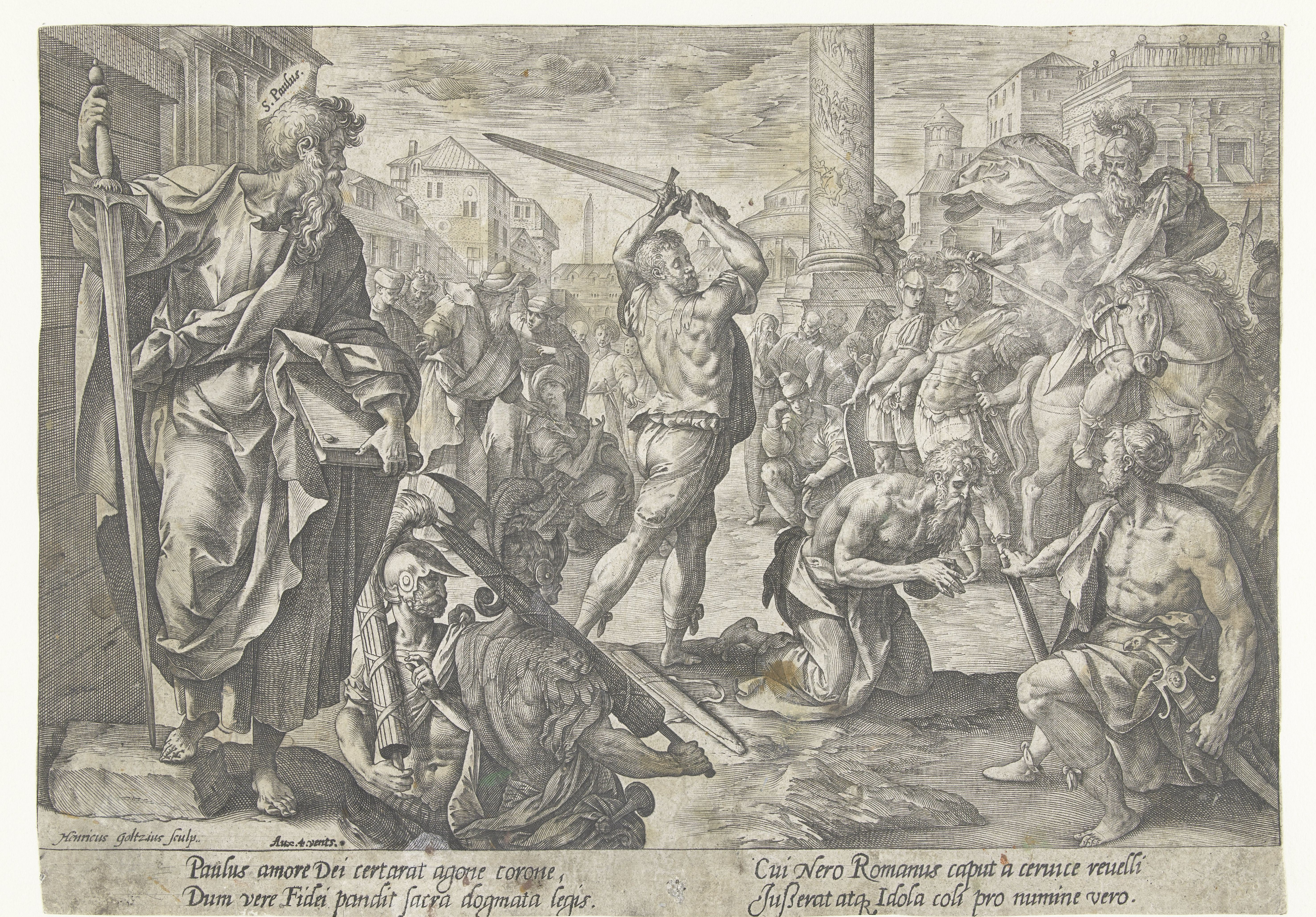
Hinrichtung des Apostels Paulus durch das Schwert

Civis romanus sum.
„Ich bin ein römischer Bürger.“ – Mit diesem Satz beriefen sich Verfolgte im Römischen Reich auf ihr Bürgerrecht. Nach Cicero, In Verrem II, letzte Worte des römischen Bürgers Publius Gavius, den Verres in seiner Provinz widerrechtlich hatte kreuzigen lassen. – Auch Paulus von Tarsus verlangte mit Erfolg, nicht ohne Gerichtsverfahren gegeißelt zu werden (Apg 22 ) und an das Gericht nach Rom überstellt zu werden (Apg 25 ). Der Überlieferung zufolge bewahrte ihn dieser Satz während seiner Verhaftung vor der Kreuzigung, so dass er,  vermutlich 64 n. Chr., als römischer Bürger durch das Schwert hingerichtet wurde.
Civis totius mundi
„Weltbürger“ – Cicero: De legibus 1.61. Der Begriff geht auf das griechische κοσμοπολίτης (kosmopolitēs) zurück, mit dem sich der Kyniker Diogenes von Sinope selbst bezeichnete.

## Civitas
Civitas Dei
„Gottesstaat“ – Vulgata: Psalm 87. Titel des Hauptwerks von Augustinus
Civitas non mutatur, sed amittitur.
„Das Bürgerrecht wird nicht gewechselt, sondern geht verloren.“ – Rechtsregel
Civitas sibi faciat civem.
„Der Staat macht sich selbst seinen Staatsbürger.“ – Der Staat bestimmt selbst, wer Staatsbürger ist.
Civitas terrena
„Weltlicher Staat“ – Augustinus: De civitate Dei

## Clam
Clam coarguas propinquum, quem palam laudaveris.
„Tadle deinen Freund insgeheim, wenn du ihn öffentlich gelobt hast.“ – Solon bei Pseudo-Ausonius: Septem sapientum sententiae 32
Clam delinquentes magis puniuntur quam palam.
„Heimliche Verbrechen werden härter bestraft als offene.“ – Rechtsregel

## Clara
Clara est et quae numquam marcescit sapientia.
„Die Weisheit ist strahlend und unvergänglich.“ – Vulgata: Buch der Weisheit 6,12
Clara vallis
„Das berühmte Tal“ – Bezeichnung für das Zisterzienserkloster Clairvaux. Siehe auch: Bernardus valles amat. („Bernhard liebt die Täler.“)

## Clarior
Clarior ex tenebris
„Heller aus der Finsternis“ – Motto verschiedener Adelsfamilien

## Claude
Claude os, aperi oculos.
„Schließe den Mund, öffne die Augen!“

## Clausula
Clausula rebus sic stantibus
„Unter dem Vorbehalt, dass die Dinge so bleiben“
Clausulae insolitae inducunt suspicionem.
„Ungewöhnliche Klauseln erregen Verdacht.“

## Claves

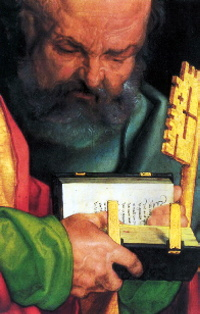
Albrecht Dürers Petrus auf dem Apostelbild mit einem Schlüssel

Claves Sancti Petri
„Die Schlüssel des Heiligen Petrus“
Symbol des Papsttums, das auf die Bibelstelle im Evangelium nach Matthäus (16.18) zurückgeht, an der Jesus zu Petrus sagt:
„Tu es Petrus et super hanc petram aedificabo ecclesiam meam.“ – „Du bist Petrus, und auf diesem Felsen werde ich meine Kirche bauen.“
Es folgt dann: „Ich werde dir die Schlüssel des Himmelreiches geben.“ Der Schlüssel ist das Attribut des Apostels Petrus und findet sich als Wappensymbol zum Beispiel im Stadtsiegel Bremens.

## Clavis
Clavis regni
„Schlüssel des Königtums“ – Ergänze „regni caelestis“ – des Himmelreichs

## Clemens
Clemens victor.
„Milde/gnädig als Sieger“ oder „Ein gnädiger Sieger“. – „Milde im Sieg.“
Wahlspruch von Heinrich IV. von Frankreich; Spruch auf einer Münze des Kurfürsten Friedrich Wilhelm von Brandenburg (der „Große Kurfürst“)

## Clericus
Clericus clericum non decimat.
„Ein Kleriker fordert vom anderen keinen Zehnten.“

## Clio…
ClioMeTerThal EuErUrPoKal/ClioMelTerThal EuPolErUranCall
Zwei Varianten für zwei Nonsense-Wörter als Gedächtnishilfe für die Namen der neun Musen:
CLIO – MELpomene – TERpsichore – THALia
EUterpe – ERato – URania – POlyhymnia – KALliope beziehungsweise EUterpe – POLyhymnia – ERato – URANia – CALLiope.

## Coepi
Coepi parte carere mei.
„Ich fing an, ein Stück von mir selbst zu vermissen,“ schreibt Ovid (Tristia 4,10,32) über sein Leiden am Tod des Bruders.

## Cogi
Cogi qui potest nescit mori.
„Wer [zu etwas] gezwungen werden kann, weiß nicht zu sterben.“ – Seneca, Hercules furens, 426
Bekannter ist die Variante Qui potest mori, non potest cogi.

## Cogitationis
Cogitationis poenam nemo patitur.
„Niemand erleidet Strafe für sein Denken.“ – Die Gedanken sind (straf-)frei.
Römische Rechtsmaxime, z. B. in Digesten 48,19,18 (Ulpian).

## Cogito
Cogito ergo sum
„Ich denke, also bin ich.“ – Berühmter Gedanke des Philosophen René Descartes. Denken als Existenzbeweis. Wenn ich mit meinem Denken jede Sinneserkenntnis in Zweifel ziehen kann, bleibt als letzte Gewissheit die Existenz meines Denkens.
Küchenlateinische Abwandlung: „Coito ergo sum.“ – „Durch einen Koitus existiere ich.“

## Cognata
Cognata ad sidera tendit

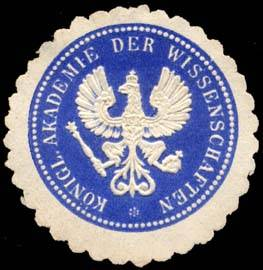
Siegelmarke der Königlichen Akademie der Wissenschaften, wie sie ab 1743 hieß

„Er [der Adler] strebt zu den verwandten Gestirnen.“ – Devise des Siegels der Preußischen Akademie der Wissenschaften und ihrer heutigen Nachfolgerin, der Berlin-Brandenburgischen Akademie der Wissenschaften.
Das Siegel geht auf Gottfried Wilhelm Leibniz zurück, der neben dem Entwurf des Siegels, das ursprünglich zentral einen Adler darstellte, auch die Devise auswählte. Er lehnte sich dabei an einen Vers von Ovid an. (Anm.) Das heutige Logo der Akademie enthält ebenfalls einen Adler.
(Anm.)  Vermutlich Metamorphosen, Buch 15, Vers 839: „aetherias sedes cognataque sidera tanget“ (freie Übertragung durch Reinhard Suchier, 1862: „wird zu aitherischen Höhn und verwandtem Gestirn er gehoben“).

## Coincidentia
Coincidentia oppositorum
„Zusammenfall der Gegensätze“ – Grundgedanke der Philosophie des Nikolaus von Kues, der sie mit Beispielen aus der Geometrie belegt und schreibt:
„All unsere geistige Anstrengung muss darauf gerichtet sein, die einfache Einheit zu erreichen, in der die Widersprüche zusammenfallen.“ (ubi contradictoria coincidunt). Cusanus: De coniecturis 76,12

## Coitus
Coitus interruptus
„Unterbrochener Geschlechtsverkehr“

## Colere
Colere populum est coli.
„Das Volk zu versorgen heißt versorgt zu werden.“ – Bacon: De dignitate et augmentis scientiarum 6.3, Exempla 30

## Collegium
Collegium Germanicum
„Deutsches Kollegium“ – Deutsches Priesterseminar in Rom
Collegium musicum
„Musisches Kollegium“ – Vereinigung von Musikliebhabern an Hochschulen
Collegium non moritur.
„Eine Körperschaft stirbt nicht.“ – Rechtsregel, die besagt, dass eine Körperschaft weiter besteht, auch wenn einzelne Mitglieder ausscheiden.
Collegium publicum
„Öffentliches Kollegium“ – Öffentliche Vorlesung an einer Universität
Collegium Romanum
„Römisches Kollegium“ – Päpstliche Universität Gregoriana

## Comes
Comes palatinus
„Pfalzgraf“ – Auch: palatinus, Amtsträger und Vertreter des Königs im deutschen Königreich

## Commemoratio
Commemoratio animarum
„Erinnerung an die Seelen“ – Allerseelen
Commemoratio omnium sanctorum
„Erinnerung an alle Heiligen“ – Allerheiligen
Commemoratio quasi exprobratio est immemoris beneficii.
„Die Erwähnung einer Wohltat ist gleichsam eine Schelte dessen, der sie vergessen hat.“ – Terenz: Andria 43-44
Auch als Variante mit Verschriftlichung der Elision überliefert: Commemoratio quasi exprobratiost immemoris beneficii.

## Comminus
Comminus eminusque.
„In der Nähe und aus der Ferne.“ – Livius: Ab urbe condita 21.5,14
Comminus et eminus.
„In der Nähe wie aus der Ferne.“ – Wahlspruch des französischen Königs Ludwig XII. nach Cicero: Cato maior de senectute 19

## Commoditas
Commoditas omnis sua fert incommoda secum.
„Jeder Vorteil bringt seine eigenen Nachteile mit sich.“ – Entspricht dem deutschen Sprichwort „Wo viel Licht ist, ist auch viel Schatten.“

## Commune
Commune artium vinculum
„Das gemeinsame Band der Wissenschaften“ – Häufiges antikes Zitat
Commune bonum
„Gemeinwohl“ – Lucretius: De rerum natura 5.958
Commune naufragium omnibus solatium.
„Gemeinsamer Schiffbruch ist allen ein Trost.“ – Erasmus von Rotterdam: Adagia 3209
Commune periculum concordiam parit.
„Gemeinsame Gefahr schafft Eintracht.“
Commune Sanctorum
„Das allgemeine (sc. Formular) für Heilige“ – Liturgische Formulare zum Einsatz an Heiligenfesten ohne eigenes Proprium. Im Commune Sanctorum wird dann nach der Art des Heiligen differenziert (so wären etwa bei der Heiligen Elisabeth von Thüringen die Texte für heilige Witwen zu nehmen).

## Communi
Communi consensu
„unter allgemeiner Zustimmung“ – Caesar: De bello Gallico 1. 30,5

## Communio
Communio sanctorum
„Gemeinschaft der Heiligen“ – Die Gemeinschaft aller Getauften: Unterpunkt im Glaubensartikel des Credo zum Heiligen Geist

## Compelle
Compelle intrare.
„Zwinge (sie) einzutreten!“ – Maxime der Inquisition aus den Schriften des Kirchenlehrers Augustinus von Hippo, die zurückgeht auf eine Stelle im Evangelium nach Lukas (14,23), wo in einem Gleichnis Jesu der Gastgeber seine Diener bittet auf die Straße zu gehen und Passanten zu seinem Fest einzuladen, weil die Geladenen nicht gekommen sind. Die Befürworter der Inquisition sahen es als einen Akt christlicher Nächstenliebe, einem Abtrünnigen den rechten Weg zu zeigen, notfalls auch unter Zwang. Davon abgeleitet bezeichnete man später ein Nötigungsmittel oder einen zwingenden Beweggrund als eine Kompelle.

## Compensatio
Compensatio est debiti et crediti inter se contributio.
„Aufrechnung ist der gegenseitige Ausgleich einer Schuld mit einer Forderung.“ – Corpus Iuris Civilis, Digesta 16.2,1

## Compos
Compos mentis
„Im Vollbesitz meiner geistigen Kräfte“ – Wird heute oft scherzhaft verwendet.

## Concedo

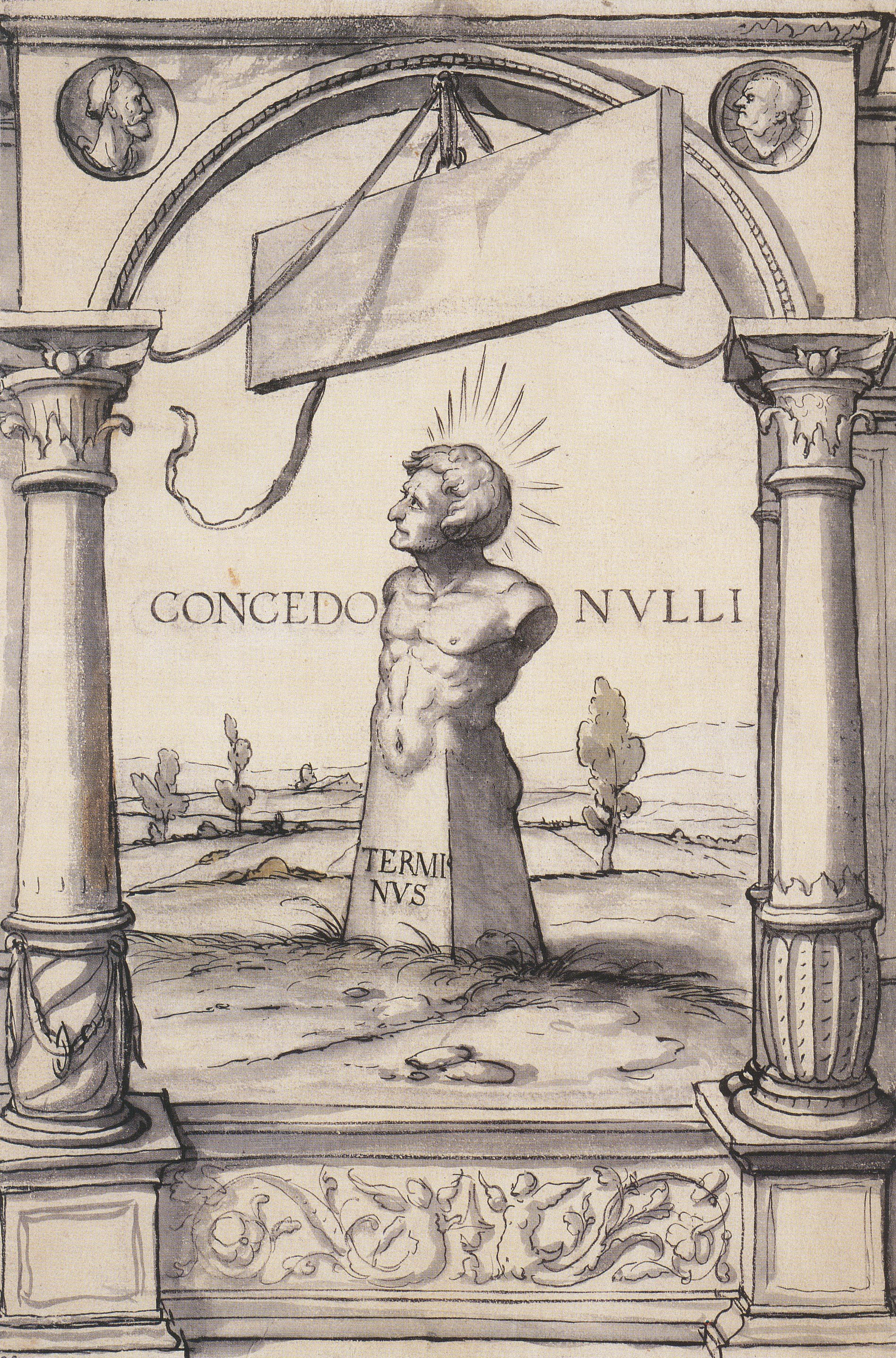
Hans Holbein d. J.: Entwurf eines Buntglasfensters für Erasmus von Rotterdam mit Terminus und der Devise CONCEDO NVLLI (Concedo nulli).

Concedo nulli.
„Ich weiche niemandem.“ – Devise des Humanisten Erasmus von Rotterdam, der der Ansicht war, dass zwar der Körper dem Tod weichen muss, aber den Geist und den Ruhm besiegt er nicht.
Erasmus leitete seine Devise von einem auf den römischen Gott Terminus bezogenen Spruch ab, den er in den Noctes Atticae des Aulus Gellius gefunden hatte (und den dieser als Varro-Zitat bezeichnete):
„Iovi ipsi regi noluit concedere.“ – „Er wollte selbst dem Herrscher Jupiter nicht weichen.“
Das bezog sich auf den Jupitertempel auf dem Kapitol von Rom, der um einen (dem Terminus geweihten) Grenzstein herum gebaut wurde.
Varianten: Cedo nulli und Nulli cedo.

## Conceptio
Conceptio immaculata
„Unbefleckte Empfängnis“ – Die römisch-katholische Kirche begeht in der Adventszeit, neun Monate vor dem Fest der Geburt Mariens (8. September), am 8. Dezember ein Fest, das die Unbefleckte Empfängnis Mariens feiert. Der vollständige Titel des Festes lautet: „Hochfest der ohne Erbsünde empfangenen Jungfrau und Gottesmutter Maria“.

## Conceptus
Conceptus pro iam nato habetur.
„Ein Empfangener wird wie bereits geboren behandelt.“ – Als nasciturus pro iam nato habetur wird das bereits gezeugte, aber noch ungeborene Kind bezeichnet. Im deutschen Recht ist der Nasciturus (nach herrschender Meinung) Träger von Grundrechten. Beispielsweise kann der Nasciturus Erbe sein, wenn er zum Zeitpunkt des Erbfalls bereits gezeugt war.

## Concilio

Wappen des Manchester City Council

Concilio et labore.
„Mit Rat und Tat.“ – Motto der Stadt Manchester

## Concordia
Concordia cum veritate
„Eintracht mit Wahrheit“ – Motto der University of Waterloo

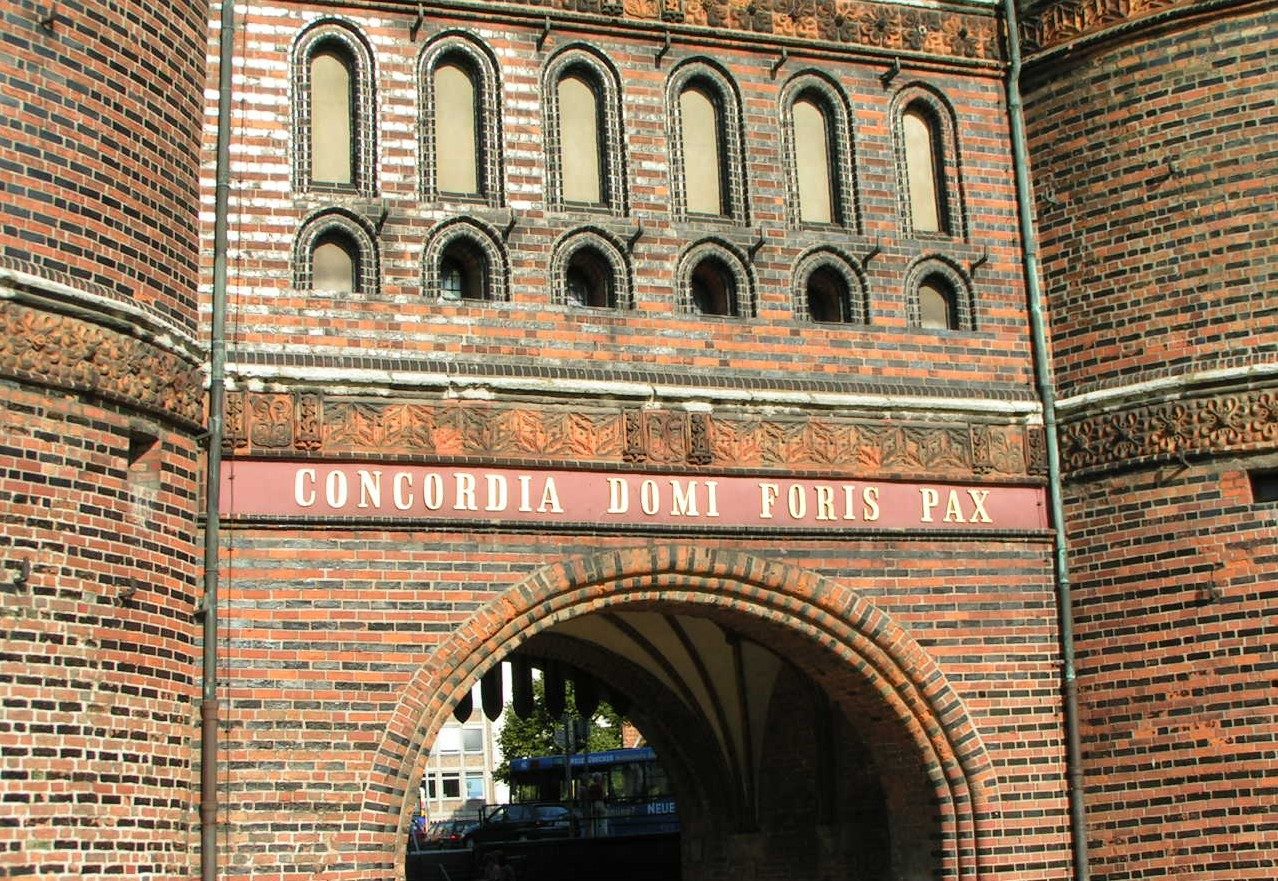
Holstentor mit der Aufschrift „Concordia domi, foris pax“

Concordia domi, foris pax
„Eintracht nach innen, Frieden nach außen“ – Inschrift auf dem Holstentor in Lübeck. Die ursprüngliche Inschrift lautete:
„Pulchra res est pax foris et domi concordia – MDLXXXV“
„Schön sind der Friede draußen und die Eintracht innen – 1585“
Concordia firmat vires.
„Einigkeit stärkt die Kräfte.“ – Devise auf älteren Baseler Münzen
Concordia fulciuntur opes etiam exiguae.
„Durch Eintracht werden auch geringe Kräfte stark.“ – Erasmus von Rotterdam: Adagia 2763
Concordia, industria, integritas
„Eintracht, Fleiß, Ehrbarkeit“ – Wahlspruch der Bankiersfamilie Rothschild
Concordia res parvae crescunt
„Durch Eintracht wachsen kleine Dinge.“ – Wahlspruch der Stadt Emden nach Sallust, Bellum Iugurthinum 10,6
Concordia res crescunt
Generalisierung zu voriger Sentenz, wörtlich „durch Eintracht wachsen Dinge“, wird meist mit „Einigkeit macht stark!“ übersetzt und ist der Wahlspruch vieler Studentenverbindungen.

## Concursus
Concursus creditorum
„Zusammenlaufen (der Gläubiger)“
Concursus Dei
„Mithilfe Gottes“ – Sie ermöglicht nach René Descartes die Wechselwirkung der beiden getrennten Substanzen Leib und Seele.

## Condemno
Condemno. (C.)
„Ich verurteile.“ – Der Buchstabe C auf dem Stimmtäfelchen stand für die Verurteilung eines Delinquenten. Cicero: Pro Milone 15

## Condicio
Condicio Iacobaea (conditio Jacobaea)
„Der jakobäische Vorbehalt.“
Der Ausdruck bezieht sich auf den Brief des Jakobus, wo es heißt: „pro eo ut dicatis: Si Dominus voluerit; et: si vixerimus, faciemus hoc aut illud.“ („Ihr sollt lieber sagen: Wenn der Herr es will, werden wir noch leben und dieses oder jenes tun.“)
Condicio illicita habetur pro non adiecta.
„Eine verbotene Bedingung gilt als nicht hinzugefügt.“
Condicio sine qua non
„Bedingung, ohne die nicht …“ – Unabdingbare Voraussetzung

## Condiciones
Condiciones quaelibet odiosae, maxime contra matrimonium et commercium.
„Bedingungen jeder Art erregen Anstoß, vor allem gegen die Ehe und den Handel.“ – Gemeint sind einschränkende Bedingungen.

## Confessio
Confessio Augustana
„Augsburger Bekenntnis“ – Evangelisch-lutherische Bekenntnisschrift des Humanisten Philipp Melanchthon
Confessio est non probatio.
„Ein Geständnis ist kein Beweis.“ – Dem gegenüber steht:
„Confessio est regina probationum.“
„Ein Geständnis ist die Königin der Beweise.“

## Confiteor
Confiteor.
„Ich bekenne.“ – Bestandteil des Stufengebetes, welches der Priester im Wechsel mit dem Ministranten oder der Gemeinde zu Beginn der Messe betete. Es beginnt mit den folgenden Worten:
Confiteor Deo omnipotenti

et vobis, fratres,

quia peccavi

nimis cogitatione, verbo, opere et omissione:

mea culpa, mea culpa,

mea maxima culpa.
Ich bekenne Gott, dem Allmächtigen,

und allen Brüdern und Schwestern,

dass ich Gutes unterlassen und Böses getan habe.

Ich habe gesündigt in Gedanken, Worten und Werken –

durch meine Schuld, durch meine Schuld,

durch meine große Schuld.
Confiteor, laudant illa, sed ista legunt.
„Ich gebe zu, jenes loben sie, dieses hier lesen sie.“
Zitat aus den Schriften des Dichters Martial, das etwas freier übersetzt bedeutet:
„Ja, dich preisen sie hoch, mich aber lesen sie gern.“
Martial verspottete mit diesen Worten den Dichter Flaccus.

## Confoederatio

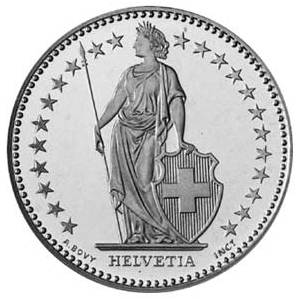
Helvetia auf dem 2-Franken-Stück

Confoederatio Helvetica (C.H.)
„Helvetische Konföderation“ = Schweizer Eidgenossenschaft – Der offizielle Name der Schweiz; daher „CH“ für ihren ISO-Ländercode und ihre Top-Level-Domain. Der Name nimmt Bezug auf den antiken keltischen Stamm der Helvetier, der im schweizerischen Mittelland und in Teilen Süddeutschlands siedelte. Die Erinnerung an dieses Volk blieb durch seine besondere Rolle in den Berichten Julius Cäsars im kollektiven Gedächtnis der geistigen Elite der Schweiz. Bei der Neukonstituierung der Schweiz als Staatenbund 1803 wich man auf die Bezeichnung „Schweizerische Eidgenossenschaft“ aus, um sich von der instabilen und zentralistischen Helvetischen Republik abzugrenzen. Nur in der lateinischen Form des Staatsnamens blieb man bei der Bezeichnung «Helvetia».

## Confusio
Confusio linguarum
„Verwirrung der Sprachen“ – Biblische Geschichte der Babylonischen Sprachverwirrung, der zufolge die Sprachenvielfalt eine Gottesstrafe an der gesamten Menschheit ist

## Confusione
Confusione extinguitur obligatio.
„Durch Vereinigung erlischt das Rechtsverhältnis.“ – Digesta (34. 3,21)

## Coniunctivus
Coniunctivus obliquus
„Konjunktiv der inneren Abhängigkeit“

## Consecutio
Consecutio temporum
„Zeitenfolge“ – Wenn es darauf ankommt, in welcher zeitlichen Reihenfolge die verschiedenen Ereignisse stattfanden, etwa zur Aufklärung von Schuldfragen. Regelung des Zeitengebrauchs zwischen Haupt- und Nebensatz

## Consilio
Consilio, non impetu
„Mit Überlegung, nicht mit Gewalt“ – Motto des schottischen Clans Agnew

## Consilium
Consilium abeundi
„Der Rat, wegzugehen“ – Verweisung oder Ausschluss von einer Schule

## Constanter
Constanter continet orbem.
„Er wahrt die Ordnung der Welt.“ – Wahlspruch Kaiser Karls VI.
Constanter et sincere.
„Beharrlich und aufrichtig“ – Wahlspruch Friedrichs des Großen

## Constitutio
Constitutio Criminalis Carolina
„Karolinische Verfügung“ – Peinliche Gerichtsordnung, die 1532 unter Kaiser Karl V. auf dem Reichstag von Regensburg erlassen wurde

## Constitutiones
Constitutiones tantum extendi ad futura.
„Verordnungen beziehen sich lediglich auf Künftiges.“ – Damasus: Regulae canonicae 19

## Consuetudo
Consuetudo est optima legum interpres.
„Die Gewohnheit ist die beste Deuterin der Gesetze.“ – Codex iuris canonici, Can. 27
Consuetudo (quasi) altera natura.
„Die Gewohnheit ist (gleichsam) die zweite Natur des Menschen.“ – Cicero: De finibus bonorum et malorum 5.74

## Consummatum
Consummatum est
„Es ist vollbracht“ – In der Vulgata, Joh 19, 30, die letzten Worte Jesu am Kreuz. Im griechischen Originaltext heißt es „Τετέλεσται.“ (Tetelestai.)

## Contentus
Contentus paucis lectoribus
„Zufrieden mit wenigen Lesern“ – Zitat aus den Werken des Dichters Horaz

## Contra
Contra impudentem stulta est nimia ingenuitas.
„Zu viel Großmut ist bei Unverschämten dumm.“ – Publilius Syrus: Sententiae 107
Contra naturam est torquere corpus suum.
„Es ist gegen die Natur, seinen Körper zu quälen.“ – Seneca: Epistulae morales 5,4
Contra receptam opinionem
„Gegen die vorherrschende Meinung“
Contra sextum
„Gegen das Sechste“ – Gegen das sechste der Zehn Gebote: „Du sollst nicht ehebrechen.“
Contra spem in spem
„In Hoffnung gegen alle Hoffnung“; in der Einheitsübersetzung: „Gegen alle Hoffnung voll Hoffnung“ – Paulus: Römerbrief 4,18.
Contra torrentem
„Gegen den Strom“
Contra verbosos noli contendere verbis; sermo datur cunctis, animi sapientia paucis.
„Gegen Wortreiche streite nicht mit Worten! Die Rede wird allen gegeben, die Weisheit des Geistes wenigen.“ – Zitat aus den Disticha Catonis
Der Beginn wird auch separat gebraucht: „Contra verbosos noli contendere verbis!“
Contra vim mortis non est medicamen in hortis.
Aus dem mittelalterlichen medizinischen Lehrgedicht Regimen sanitatis Salernitanum (48,2).
„Gegen die Kraft des Todes gibt kein Heilmittel in den Gärten.“ – Gegen den Tod ist kein Kraut gewachsen.
Contra vim non valet ius.
„Gegen Gewalt ist das Recht machtlos.“
Contra votum
„Gegen Wunsch und Willen“ – Apuleius: Metamorphoses 11.28

## Contradictio
Contradictio in adiecto
„Widerspruch in der Beifügung“ – In der traditionellen Logik eine widersprüchliche Begriffsbildung, bei der einem Substantiv ein mit ihm logisch unvereinbares Attribut zugesprochen wird; z. B. „hölzernes Eisen“, „schwarzer Schimmel“
Contradictio per se
„Widerspruch in sich“

## Contraria
Contraria non contradictoria, sed complementa sunt.
„Gegensätze widersprechen sich nicht, sondern ergänzen einander.“
Sinnspruch von Niels Bohr, dem Begründer der Quantentheorie des Atoms, über sein Komplementaritätsprinzip.

## Contrariis
Contrariis rerum aeternitas constat.
„Die Ewigkeit beruht auf Gegensätzen.“ – Seneca: Epistulae morales 107,8

## Contumax
Contumax confitetur.
„Der Säumige sagt ja.“ – Begriff aus dem Rechtswesen. Wer einen Gesetztermin versäumt, wird behandelt, als erkenne er das Anliegen der Gegenpartei an.
Contumax non appellat.
„Der Säumige appelliert nicht.“ – Begriff aus dem Rechtswesen

## Conturbare
Conturbare animam potis est, quicumque adoritur.
„Verwirrung stiften kann, wer angreift.“ – Angriff ist die beste Verteidigung.

## Conturbat
Conturbat audientem, quod frequenter dicitur.
„Was oft wiederholt wird, macht den Zuhörer irre.“

## Conversio
Conversio Participatio Communio in Christo.
„Umkehr, Teilhabe, Gemeinschaft in Christus.“ – Wahlspruch von Weihbischof Leo Schwarz.

## Cooperatores
Cooperatores veritatis
„Mitarbeiter der Wahrheit“ – Wappenspruch Papst Josef Ratzingers als Bischof und Kardinal ((3 Joh 8 )).

## Copia
Copia ciborum subtilitas animi impeditur.
„Die Fülle der Speisen verhindert klare Gedanken.“ – Zitat des Philosophen Seneca, das dem spätlateinischen Spruch „Plenus venter non studet libenter“ („Ein voller Bauch studiert nicht gern.“) entspricht

## Cor

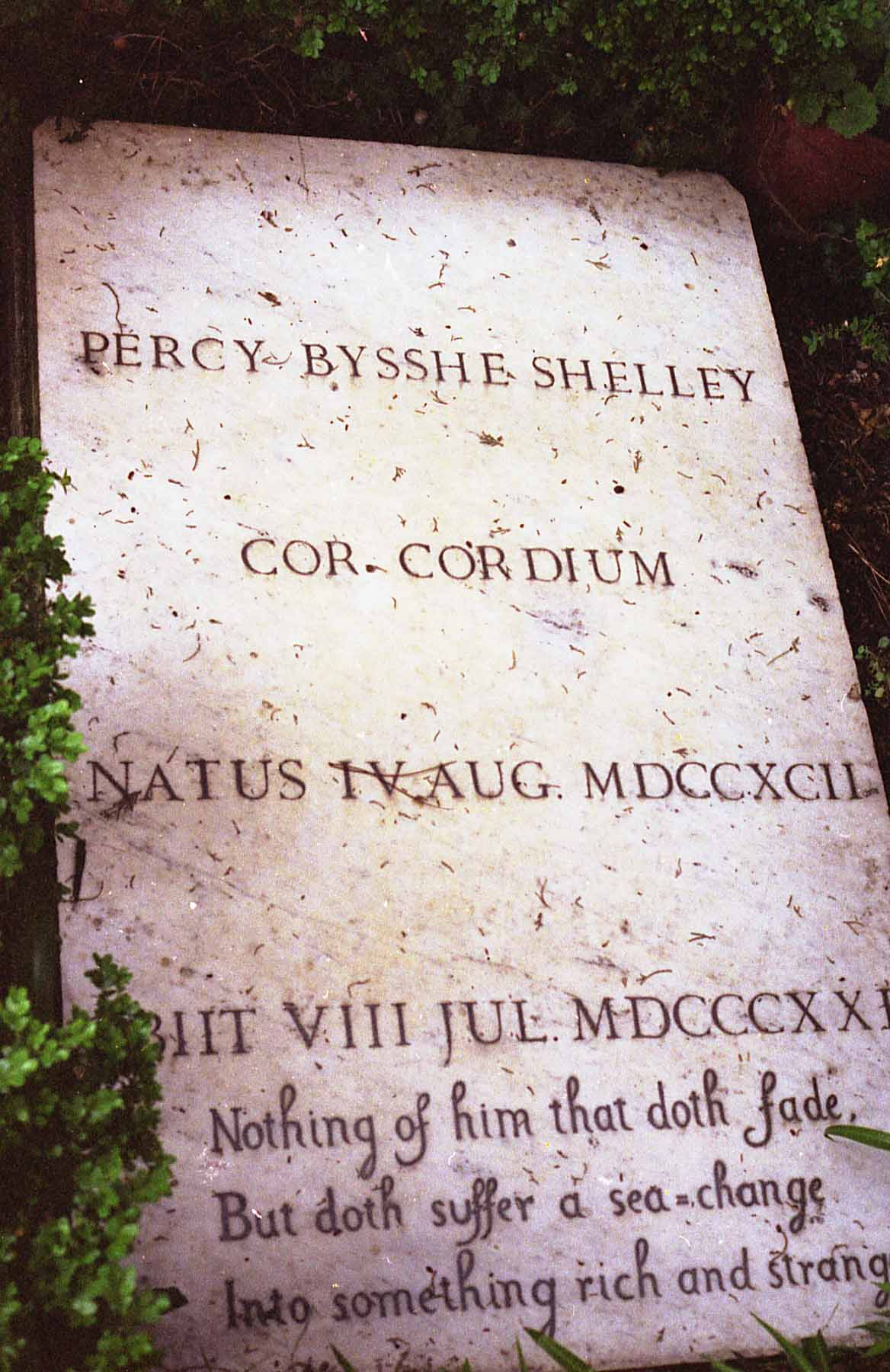
Grabstein des Dichters Shelley

Cor ad altare
„Das Herz zum Altar“ – eine Handlungsempfehlung für Pfarrer, auf welche Weise sie sich von der Gemeinde zum Altar und umgekehrt drehen sollen: Eine Drehung linksherum bei der Wendung von der Gemeinde zum Altar, eine Drehung rechtsherum bei der Wendung vom Altar zur Gemeinde
Cor ad cor loquitur
„Das Herz spricht zum Herzen“ – Wahlspruch John Henry Newmans als Kardinal und Motto der Reise Benedikts XVI. nach Großbritannien 2010
Cor cordium
„Herz der Herzen“ – Inschrift auf der Urne des englischen Dichters Percy Bysshe Shelley – Protestantischer Friedhof (Rom). Dies ist auch der Titel eines Sonetts von Algernon Charles Swinburne, das mit den Worten „O heart of hearts“ beginnt.
Cor corpusque
„Herz und Körper“ – Seele und Leib (Plautus, Miles Gloriosus, 617)
Cor plumbeum
„Bleiernes Herz“ – Ein gefühlloses Herz
Cor primum vivens et ultimum moriens.
„Das Herz ist das erste, was lebt, und das letzte, was stirbt.“ – Siehe auch primum movens.

## Coram
Coram Deo
„In (der) Gegenwart Gottes“ oder „Vor dem Angesicht Gottes“ – Sich der immer währenden  Gegenwart Gottes bewußt.
Bedeutende Phrase der christlichen Theologie, mit dem Anspruch (und der Mahnung), sein (eigenes) Leben bewußt und zielgerichtet der allgegenwärtigen Gegenwart Gottes bewußt, unter der Autorität Gottes und zur Ehre des Herrn zu führen.
Coram iudice et in alto mari sumus in manu Dei.
„Vor Gericht und auf hoher See sind wir in Gottes Hand.“
Variante:
Coram iudice et in alto mari in manu Dei solius sumus. – „Vor dem Richter und auf hoher See sind wir in der Hand des alleinigen Gottes.“
Coram notario et testibus
„Vor Notar und Zeugen“
Coram populo
„Im Beisein des Volkes“
Coram publico
„Öffentlich“ – Siehe auch: Coramage
Coram rege sua de paupertate tacentes plus poscente ferent.
„Wer seinem Herrn gegenüber seine Armut verschweigt, wird mehr erhalten, als wer bettelt.“ – Horaz
Coram uno aliquid dictum ridemus, coram pluribus indignamur.
„Was unter vier Augen gesagt wird, lässt uns lachen, was vor mehreren, erzürnt uns.“

## Corpus

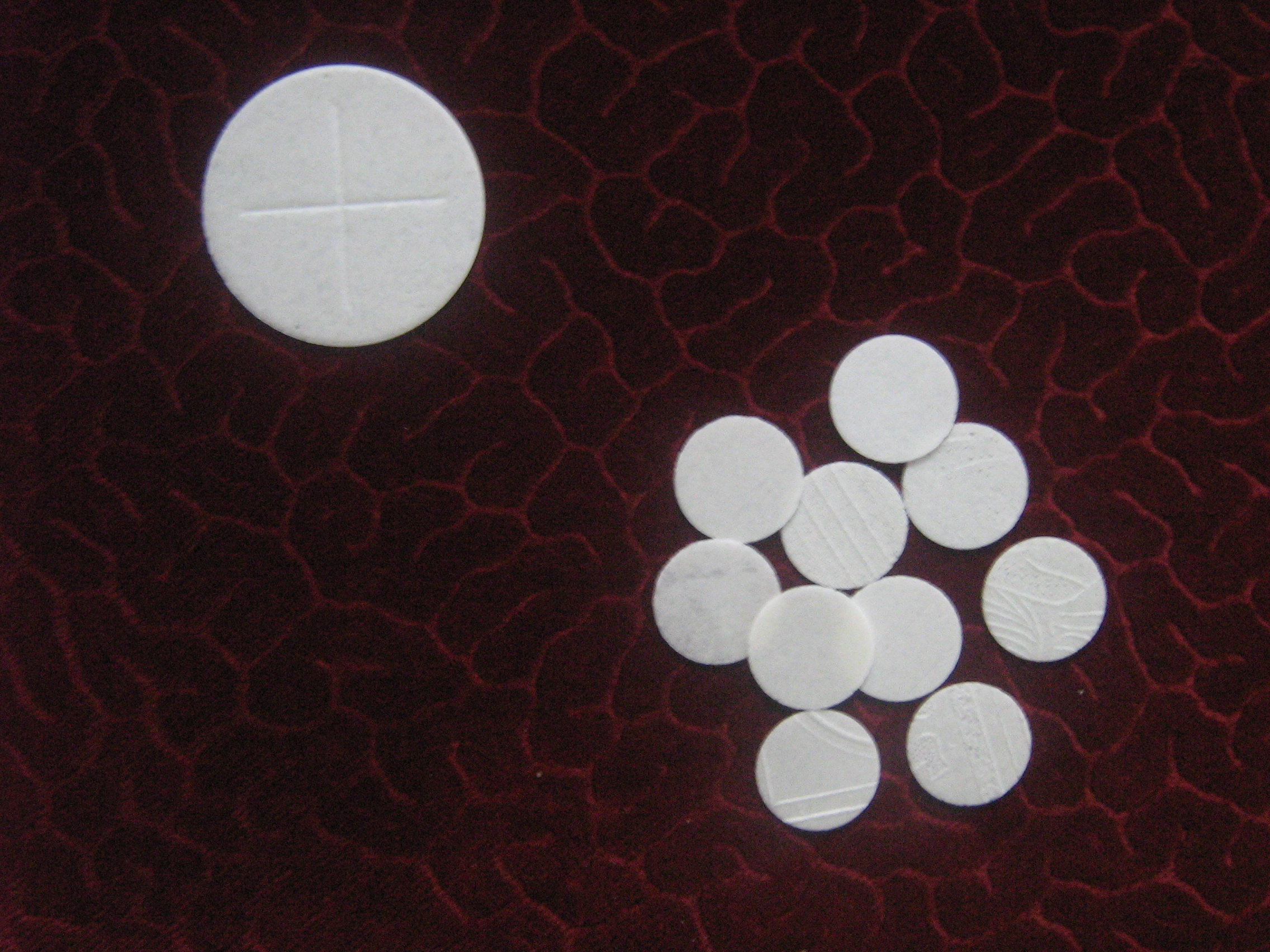
Große und kleine Hostien

Corpus Christi
„Leib Christi“ – Der Leib Christi, der nach der Transsubstantiationslehre in der Hostie präsent ist. Auch der Fronleichnamstag. Corpus Christi ist auch der Name einer Stadt in Texas.
Corpus Delicti
„Gegenstand des Verbrechens“ – Z. B. die Tatwaffe, durch die ein Täter einer Straftat überführt werden kann.
Corpus vile
„Wertloser Körper“ – Als Floskel genutzt, um zu verdeutlichen, dass ein Gegenstand, gegebenenfalls auch ein Lebewesen, so minderwertig behandelt wird, dass er/es nur als Versuchsobjekt Verwendung findet.

## Corrige
Corrige praeteritum, praesens rege, discerne futurum.
„Korrigiere die Vergangenheit, beherrsche die Gegenwart, erkenne die Zukunft!“ – Spruch auf Sonnenuhren

## Corruptio
Corruptio optimi pessima.
„Die Korruption der Besten ist das Schlimmste.“

## Corruptissima
Corruptissima re publica plurimae leges.
„Wenn ein Staat am verdorbensten ist, bestehen die meisten Gesetze.“ Tacitus, Annalen 3,27.

## Corvus
Corvus corvo negridinem obiecit.
„Ein Rabe wirft dem (anderen) Raben seine Schwärze vor.“
Entspricht der deutschen Redewendung „Wer selbst im Glashaus sitzt, sollte nicht mit Steinen werfen.“
oder auch dem biblischen „Du siehst den Splitter im Auge deines Bruders, nicht aber den Balken vor deinem eigenen.“

## Cras
Cras, cras, semper cras. At sic elabitur aetas.
„Morgen, morgen, immer morgen. Und so verrinnt die Zeit.“ – Vergleiche das deutsche Sprichwort „Morgen, morgen, nur nicht heute, sagen alle faulen Leute.“
Cras legam.
„Morgen werd ich es lesen.“ – Als man Julius Caesar am Tag seiner Ermordung eine Warnung zusteckte, soll er sie mit diesen Worten sorglos weggesteckt haben.

## Creatio
Creatio continua
„Fortlaufende Schöpfung“ – Unaufhörliche Schöpfung im Gegensatz zum einmaligen Schöpfungsakt
Creatio ex nihilo
„Schöpfung aus dem Nichts“ – Bezeichnung für den göttlichen Akt der Schöpfung der Welt

## Crede
Crede experto.
„Glaube es dem, der es erfahren hat!“
Angeblich warnte ein Grieche, der sich in Italien niedergelassen hatte, damit die Italiker davor, sich den geflohenen Trojanern um Aeneas in den Weg zu stellen.

## Credite
Credite, mentiri non didicere ferae!
„Glaubt (es): Wilde Tiere haben es nicht gelernt, zu lügen.“ – Aus den Werken des Dichters Martial
Credite posteri.
„Glaubt es, ihr Späteren!“ – Aus den Werken des Dichters Horaz

## Credo
Credo, ergo sum.
„Ich glaube, also bin ich.“
Credo, quia absurdum.
„Ich glaube (es), weil es unsinnig ist.“
Eine apokryphe Zuspitzung einer Stelle aus Tertullians Schrift de carne Christi (Vom Fleisch Christi) (5,4): „Et mortuus est Dei Filius; prorsus credibile, quia ineptum est …“ („Und der Sohn Gottes ist gestorben; das ist etwas absolut Glaubwürdiges, weil es Blödsinn ist.“)
Bedeutet, dass etwas derart Absurdes nie geglaubt worden wäre, wenn die Jünger es nicht selbst erlebt hätten.
Credo, quia impossibile.
„Ich glaube (es), weil es unmöglich ist.“
Credo, ut intelligam.
„Ich glaube, um zu erkennen.“ – Anselm von Canterbury

## Credula
Credula res amor est.
„Ein leichtgläubiges Ding ist die Liebe.“ – Aus den Werken des Dichters Ovid

## Crescas
Crescas in mille millia!
„Mögest du wachsen tausend mal tausend Jahre!“

## Crescit
Crescit amor nummi, quantum ipsa pecunia crescit.
„Die Liebe zum Geld nimmt zu, je mehr das Geld selbst zunimmt.“ – Zitat aus den Werken des Dichters Juvenal
Crescit eundo.
„Es wächst, während es vorangeht.“ – Zitat aus den Werken des Dichters Lucretius, heute Motto des US-Bundesstaates New Mexico
Crescit sub pondere virtus.
„Die Tugend wächst unter Belastung.“

## Crescite
Crescite et multiplicamini.
„Wachst und vermehrt euch!“ – Seid fruchtbar und mehret euch! Zitat aus dem 1. Buch Mose (1,28)

## Crescunt
Crescunt anni, decrescunt vires.
„Die Jahre nehmen zu, die Kräfte nehmen ab.“

## Creta
Creta notare
„Mit Kreide notieren“ – Etwas billigen

## Cretenses
Cretenses semper mendaces, malae bestiae, ventres pigri.
„Die Kreter sind immer Lügner, böse Tiere, faule Bäuche.“ – Zitat aus dem Brief an Titus des Apostels Paulus in der Vulgata, das das Paradoxon des Epimenides aufgreift: „Alle Kreter sind Lügner.“ (im griechischen Originaltext: Κρῆτες ἀεὶ ψεῦσται.)

## Crimen
Crimen et poena.
„Verbrechen und Strafe.“

## Crocodili
Crocodili lacrimae
„Krokodilstränen“ – Plinius der Ältere unterstellte in seiner Naturalis historia, die Krokodile weinten ihren Opfern nach, das heißt, sie heuchelten Trauer über ihre Beutetiere.

## Crucifige
Crucifige!
„Ans Kreuz mit ihm!“ – Worte, die dem Evangelium nach Markus, 15.14, die Menschenmenge rief, als Pontius Pilatus fragte, ob er Jesus frei lassen sollte.

## Crux
Crux Christi nostra salus.
„Christi Kreuz ist unser Heil.“
Devise Friedrichs des Weisen von Sachsen
Crux mihi ancora.
„Das Kreuz ist mir ein Anker.“

## Cucullus
Cucullus non facit monachum.
„Eine Kapuze macht noch keinen Mönch.“

## Cui
Cui bono?
„Gut für wen?“ – Maxime, nach der man den Verantwortlichen für ein unangenehmes Ereignis daran erkennen kann, dass er den Nutzen daraus zieht. Der Censor Lucius Cassius wollte 125 v. Chr. laut Cicero (Rede für Roscius Amerinus 86 und Rede für Milo 32) mit diesem Ausspruch einschärfen, dass man bei Ermittlungen nach dem Nutznießer des Verbrechens fragen solle.
Cui honorem, honorem
„Ehre, wem Ehre gebührt.“ (Paulus)
Cui prodest?
„Wem nützt es?“ – Verkürztes Zitat aus Seneca, Medea 500 f.: „cui prodest scelus, is fecit“ („Wem das Verbrechen nützt, der hat es verübt“).

## Cuius
Cuius est solum, eius est usque ad coelum.
„Wer das Land besitzt, besitzt es bis zum Himmel.“
Cuius regio, eius religio
„Wessen Land, dessen Religion“ – Die Einigung des Augsburger Religionsfriedens von 1555; der Landesfürst bestimmt die Konfession seiner Untertanen.
Cuiusvis hominis est errare, nullius nisi insipientis perseverare in errore.
„Jeder Mensch kann sich irren, doch nur ein Narr verharrt im Irrtum.“ – Cicero, „Orationes Philippicae“ (Die Philippischen Reden) 12,5)

## Culpa
Culpa in contrahendo
„Verschulden bei Vertragsschluss“ – Begriff aus der Rechtswissenschaft, oft auch c. i. c. abgekürzt, bezeichnet die schuldhafte Verletzung von Pflichten aus einem vorvertraglichen Schuldverhältnis
Culpa in eligendo
„Fahrlässigkeit bei der Auswahl“ – Bei der Auswahl von Mitarbeitern
Culpa lata
„Große Schuld“ – Juristischer Begriff für grobe Fahrlässigkeit
Culpa levis
„Kleine Schuld“ – Juristischer Begriff für leichte Fahrlässigkeit

## Cum
Cum annexis
„Mit Anhang“, „nebst Anhang“, „nebst Zubehör“, „sowie die damit zusammenhängenden Fragen“ – Häufig abgekürzt c. a.
Cum caput aegrotat, corpus simul omne laborat.
„Wenn der Kopf krank ist, leidet zugleich der ganze Körper.“ Lateinischer Denkspruch aus dem Mittelalter.
Cum correctione (c. c.)
„Mit Korrektur“ – Verwendung in der Augenheilkunde, wenn die Sehschärfe mit optischer Korrektur, wie Brille oder Kontaktlinse, durchgeführt wird.
Cum Deo
„Mit Gott“
Cum Deus calculat, fit mundus.
„Wenn Gott rechnet, entsteht eine Welt.“
Cum gladiis et fustibus
„Mit Schwertern und Knüppeln“ – Aus der Vulgata (Matthäus-Evangelium 26 und Lukas-Evangelium 22).
Cum gladio et sale.
„Mit Schwert und Salz.“ – Motto eines gut bezahlten Söldners
Cum grano salis
„Mit einem Salzkorn“ – Auch: „mit ein wenig kritischem Verstand“, als Hinweis, dass die Mitteilung nicht ganz wörtlich zu nehmen ist.
Cum grege non gradior.
„Ich gehe nicht mit der Herde.“ – Wahlspruch der Borghese
Cum hoc, ergo propter hoc
„Damit zusammen, also deswegen“ – Ein logischer Fehlschluss
Cum ira et studio
„Mit Zorn und Leidenschaft“ – In der Wissenschaft im Gegensatz zu der oft nüchtern betriebenen Sachlichkeit. Nach Sine ira et studio gebildet.
Cum laude
„Mit Lob“ – Eine (mittlere) Bewertungsstufe einer akademischen Prüfung
Cum sciencia caritas
„Nächstenliebe mit Wissenschaft“ – Motto des englischen Royal College of General Practitioners
Cum tacent, clamant
„Indem sie schweigen, rufen sie laut.“ – Marcus Tullius Cicero, In Catilinam I, 8, 21
Cum tempore (c. t.)
„mit Zeit“ – Im studentisch-akademischen Floskel bzw. Akademische Zeitangabe, die den offiziellen Beginn einer Veranstaltung auf eine bestimmte Uhrzeit festsetzt, den Teilnehmern aber noch einen gewissen Zeitraum (üblicherweise 15 Minuten) bis zum tatsächlichen Beginn einräumt (Beispiel: 10.00 Uhr c. t. = 10:15)

## Cur
Cur impia nupsi, si miserum factura fui?
„Warum habe ich gewissenlose geheiratet, wenn ich dich unglücklich machen sollte?“ – Lucan (Pharsalia 8,96 f.)
Antwort der Cornelia an ihren Gatten Pompeius kurz vor ihrem Suizid. Zitiert von Peter Abaelard, als er Heloisa aufforderte, ins Kloster zu gehen.
Cur moriatur homo, cui salvia crescit in horto?
„Warum sollte der Mensch sterben, dem Salbei im Garten wächst?“ – Aus dem mittelalterlichen medizinischen Lehrgedicht Regimen sanitatis Salernitanum (Anleitung aus Salerno zur Gesundheit, eine Zusammenstellung von Gesundheitsregeln aus der Schule von Salerno in Hexametern), Nr.48,1 (De salvia/Über den Salbei).
In dem darauf folgenden Satz wird übrigens die Antwort gegeben: Contra vim mortis non est medicamen in hortis (Gegen die Gewalt des Todes gibt es kein Kraut in den Gärten). Was genau so auch das deutsche Sprichwort ausdrückt: Gegen den Tod ist kein Kraut gewachsen.

## Cura
Cura in eligendo
„Sorgfalt bei der Auswahl“ – Haftung für Hilfspersonen
Cura posterior
„Eine spätere Sorge“ – Zweitrangige Sorge
Cura, ut valeas!
Sorge, dass du gesund bleibst.

## Curriculum
Curriculum vitae
„Lebenslauf“ – Der „Curriculum vitae“ oder auch „Vitae cursus“ listet die wichtigsten Daten einer Person auf. Im Englischen ist die Abkürzung CV geläufig.

## Custodi
Custodi civitatem Domine
„Bewache die Stadt, o Herr!“ – Wappeninschrift der City of Westminster